# Pesquisas eleitorais para a eleição presidencial de 2026 no Brasil
Esta é uma lista de pesquisas eleitorais para a eleição presidencial de 2026 no Brasil. Desde as eleições de 2022, empresas de pesquisa de opinião publicam informações que rastreiam a intenção de voto para a eleição presidencial no Brasil em 2026. Os resultados estão listados abaixo em ordem cronológica reversa. Todas os cenários se referem a pesquisas estimuladas, quando uma lista de candidatos é apresentada ao entrevistado, e a nível nacional.
A eleição presidencial do Brasil em 2026 será a 10.ª eleição presidencial desde a redemocratização e elegerá o presidente e o vice-presidente da República.

## Primeiro turno

### 2025

#### Julho - Agosto
| Contratante / Pesquisa | Data(s) de pesquisa | Tamanho da amostra | Margem de erro |                                                           |                                                           |                                                           |                                                           |                                                           |                                                           |                                                           |                                                           |                                                           |                                                           |                                                           |                                                           | Outros                                                    | Indecisos e Absentos                                      |
| Contratante / Pesquisa | Data(s) de pesquisa | Tamanho da amostra | Margem de erro | Bolsonaro PL                                              | Michelle PL                                               | Eduardo PL                                                | Flávio PL                                                 | Tarcísio Republicanos                                     | Lula PT                                                   | Haddad PT                                                 | Alckmin PSB                                               | Ratinho PSD                                               | Zema NOVO                                                 | Gomes PDT                                                 | Caiado UNIÃO                                              | Outros                                                    | Indecisos e Absentos                                      |
| Contratante / Pesquisa | Data(s) de pesquisa | Tamanho da amostra | Margem de erro |                                                           |                                                           |                                                           |                                                           |                                                           |                                                           |                                                           |                                                           |                                                           |                                                           |                                                           |                                                           | Outros                                                    | Indecisos e Absentos                                      |
| 16 Ago                 | 16 Ago              | 16 Ago             | 16 Ago         | Romeu Zema (NOVO) lança oficialmente sua pré-candidatura. | Romeu Zema (NOVO) lança oficialmente sua pré-candidatura. | Romeu Zema (NOVO) lança oficialmente sua pré-candidatura. | Romeu Zema (NOVO) lança oficialmente sua pré-candidatura. | Romeu Zema (NOVO) lança oficialmente sua pré-candidatura. | Romeu Zema (NOVO) lança oficialmente sua pré-candidatura. | Romeu Zema (NOVO) lança oficialmente sua pré-candidatura. | Romeu Zema (NOVO) lança oficialmente sua pré-candidatura. | Romeu Zema (NOVO) lança oficialmente sua pré-candidatura. | Romeu Zema (NOVO) lança oficialmente sua pré-candidatura. | Romeu Zema (NOVO) lança oficialmente sua pré-candidatura. | Romeu Zema (NOVO) lança oficialmente sua pré-candidatura. | Romeu Zema (NOVO) lança oficialmente sua pré-candidatura. | Romeu Zema (NOVO) lança oficialmente sua pré-candidatura. |
| Datafolha              | 29 Jul - 30 Jul     | 2.004              | 2,0            | -                                                         | -                                                         | -                                                         | -                                                         | 22%                                                       | -                                                         | -                                                         | 24%                                                       | 14%                                                       | 7%                                                        | -                                                         | 7%                                                        | -                                                         | 26%                                                       |
| Datafolha              | 29 Jul - 30 Jul     | 2.004              | 2,0            | -                                                         | -                                                         | -                                                         | -                                                         | 23%                                                       | -                                                         | 23%                                                       | -                                                         | 14%                                                       | 7%                                                        | -                                                         | 7%                                                        | -                                                         | 26%                                                       |
| Datafolha              | 29 Jul - 30 Jul     | 2.004              | 2,0            | -                                                         | -                                                         | -                                                         | -                                                         | 21%                                                       | 38%                                                       | -                                                         | -                                                         | 12%                                                       | 6%                                                        | -                                                         | 7%                                                        | -                                                         | 17%                                                       |
| Datafolha              | 29 Jul - 30 Jul     | 2.004              | 2,0            | -                                                         | 24%                                                       | -                                                         | -                                                         | -                                                         | 39%                                                       | -                                                         | -                                                         | 10%                                                       | 6%                                                        | -                                                         | 7%                                                        | -                                                         | 14%                                                       |
| Datafolha              | 29 Jul - 30 Jul     | 2.004              | 2,0            | -                                                         | -                                                         | -                                                         | 18%                                                       | -                                                         | 40%                                                       | -                                                         | -                                                         | 11%                                                       | 7%                                                        | -                                                         | 8%                                                        | -                                                         | 16%                                                       |
| Datafolha              | 29 Jul - 30 Jul     | 2.004              | 2,0            | -                                                         | -                                                         | 20%                                                       | -                                                         | -                                                         | 39%                                                       | -                                                         | -                                                         | 11%                                                       | 7%                                                        | -                                                         | 8%                                                        | -                                                         | 15%                                                       |
| Datafolha              | 29 Jul - 30 Jul     | 2.004              | 2,0            | 33%                                                       | -                                                         | -                                                         | -                                                         | -                                                         | 39%                                                       | -                                                         | -                                                         | 7%                                                        | 4%                                                        | -                                                         | 5%                                                        | -                                                         | 11%                                                       |
| AtlasIntel             | 25 Jul - 28 Jul     | 7.334              | 1,0            | -                                                         | -                                                         | -                                                         | -                                                         | 33,8%                                                     | -                                                         | 34,2%                                                     | -                                                         | 2,9%                                                      | 4,0%                                                      | 8,5%                                                      | 2,8%                                                      | 4,7%                                                      | 9,0%                                                      |
| AtlasIntel             | 25 Jul - 28 Jul     | 7.334              | 1,0            | -                                                         | 29,7%                                                     | -                                                         | -                                                         | -                                                         | 48,5%                                                     | -                                                         | -                                                         | 4,2%                                                      | 6,6%                                                      | 2,8%                                                      | 4,6%                                                      | 2,3%                                                      | 1,6%                                                      |
| AtlasIntel             | 25 Jul - 28 Jul     | 7.334              | 1,0            | -                                                         | -                                                         | -                                                         | -                                                         | 33,0%                                                     | 48,5%                                                     | -                                                         | -                                                         | 3,6%                                                      | 3,6%                                                      | 2,9%                                                      | 3,0%                                                      | 2,6%                                                      | 2,8%                                                      |
| AtlasIntel             | 25 Jul - 28 Jul     | 7.334              | 1,0            | 44,2%                                                     | -                                                         | -                                                         | -                                                         | -                                                         | 47,8%                                                     | -                                                         | -                                                         | -                                                         | -                                                         | 3,2%                                                      | -                                                         | 2,9%                                                      | 1,8%                                                      |
| Genial/Quaest          | 10 Jul - 14 Jul     | 2.004              | 2,0            | -                                                         | -                                                         | 15%                                                       | -                                                         | -                                                         | 31%                                                       | -                                                         | -                                                         | 7%                                                        | 5%                                                        | 11%                                                       | 5%                                                        | -                                                         | 26%                                                       |
| Genial/Quaest          | 10 Jul - 14 Jul     | 2.004              | 2,0            | -                                                         | -                                                         | -                                                         | -                                                         | 15%                                                       | 32%                                                       | -                                                         | -                                                         | -                                                         | 4%                                                        | 12%                                                       | 5%                                                        | -                                                         | 32%                                                       |
| Genial/Quaest          | 10 Jul - 14 Jul     | 2.004              | 2,0            | -                                                         | 19%                                                       | -                                                         | -                                                         | -                                                         | 30%                                                       | -                                                         | -                                                         | 7%                                                        | 4%                                                        | 10%                                                       | 5%                                                        | -                                                         | 25%                                                       |
| Genial/Quaest          | 10 Jul - 14 Jul     | 2.004              | 2,0            | 26%                                                       | -                                                         | -                                                         | -                                                         | -                                                         | 32%                                                       | -                                                         | -                                                         | 6%                                                        | 2%                                                        | 8%                                                        | 3%                                                        | -                                                         | 23%                                                       |

#### Maio - Junho
| Contratante / Pesquisa | Data(s) de pesquisa | Tamanho da amostra | Margem de erro | | | | | | | | | | | | | | | | | | | Outros | Indecisos e Absentos | |
| Contratante / Pesquisa | Data(s) de pesquisa | Tamanho da amostra | Margem de erro | Bolsonaro PL | Michelle PL | Eduardo PL | Flávio PL | Marinho PL | Tarcísio Republicanos | Lula PT | Haddad PT | Camilo PT | Alckmin PSB | Marçal PRTB | Ratinho PSD | Leite PSD | Zema NOVO | Gomes PDT | Caiado UNIÃO | Tebet MDB | Barbalho MDB | Outros | Indecisos e Absentos | |
| Contratante / Pesquisa | Data(s) de pesquisa | Tamanho da amostra | Margem de erro | | | | | | | | | | | | | | | | | | | Outros | Indecisos e Absentos | |
| AtlasIntel             | 27 Jun - 30 Jun     | 2.621              | 2,0            | - | - | - | - | - | 34,0% | - | 33,3% | - | - | 3,1% | 2,7% | 2,0% | 4,8% | 8,3% | 2,3% | - | - | - | 9,5% | |
| AtlasIntel             | 27 Jun - 30 Jun     | 2.621              | 2,0            | - | - | - | - | - | 34,0% | 44,6% | - | - | - | 3,7% | 2,5% | 1,0% | 4,4% | 3,5% | 1,7% | - | - | - | 4,6% | |
| AtlasIntel             | 27 Jun - 30 Jun     | 2.621              | 2,0            | - | 30,4% | - | - | - | - | 45,0% | - | - | - | 1,3% | 4,8% | 0,9% | 7,2% | 3,9% | 4,0% | - | - | - | 2,6% | |
| AtlasIntel             | 27 Jun - 30 Jun     | 2.621              | 2,0            | 46,0% | - | - | - | - | - | 44,4% | - | - | - | - | - | - | - | 4,5% | - | 1,5% | - | 1,6% | 2,0% | |
| Gerp                   | 23 Jun - 30 Jun     | 2.000              | 2,24           | - | - | 18% | - | - | - | - | - | 2% | - | 8% | 10% | - | 5% | 22% | 6% | - | - | - | 29% | |
| Gerp                   | 23 Jun - 30 Jun     | 2.000              | 2,24           | - | 27% | - | - | - | - | - | - | 3% | - | 7% | 8% | - | 5% | 20% | 5% | - | - | - | 26% | |
| Gerp                   | 23 Jun - 30 Jun     | 2.000              | 2,24           | - | - | - | - | - | 20% | - | - | 3% | - | 9% | 8% | - | 4% | 20% | 5% | - | - | - | 30% | |
| Gerp                   | 23 Jun - 30 Jun     | 2.000              | 2,24           | 39% | - | - | - | - | - | - | - | 3% | - | 4% | 5% | - | 2% | 18% | 4% | - | - | - | 25% | |
| Gerp                   | 23 Jun - 30 Jun     | 2.000              | 2,24           | - | 29% | - | - | - | - | 25% | - | - | - | 6% | 6% | - | 4% | 10% | 4% | - | - | - | 15% | |
| Gerp                   | 23 Jun - 30 Jun     | 2.000              | 2,24           | - | - | 17% | - | - | - | 26% | - | - | - | 8% | 8% | - | 6% | 11% | 7% | - | - | - | 19% | |
| Gerp                   | 23 Jun - 30 Jun     | 2.000              | 2,24           | - | - | - | - | - | 21% | 25% | - | - | - | 8% | 6% | - | 3% | 12% | 5% | - | - | - | 20% | |
| Gerp                   | 23 Jun - 30 Jun     | 2.000              | 2,24           | 42% | - | - | - | - | - | 26% | - | - | - | - | 4% | - | 2% | 7% | 3% | - | - | - | 12% | |
| Neokemp                | 25 Jun - 27 Jun     | 2.020              | 2,2            | - | - | 25,7% | - | - | - | 35,2% | - | - | - | - | 8,2% | - | - | 8,4% | 7,7% | - | - | - | 14,9% | |
| Neokemp                | 25 Jun - 27 Jun     | 2.020              | 2,2            | - | 30,2% | - | - | - | - | 34,2% | - | - | - | - | 6,9% | - | - | 10,0% | 4,3% | - | - | - | 14,4% | |
| Neokemp                | 25 Jun - 27 Jun     | 2.020              | 2,2            | 37,7% | - | - | - | - | - | 35,8% | - | - | - | - | 5,0% | - | - | 5,8% | 3,2% | - | - | - | 12,4% | |
| Neokemp                | 25 Jun - 27 Jun     | 2.020              | 2,2            | - | - | - | - | - | 37,5% | 35,0% | - | - | - | - | - | - | - | 10,2% | 4,9% | - | - | - | 12,5% | |
| Futura Inteligência    | 12 Jun - 23 Jun     | 2.000              | 2,2            | - | - | - | - | - | - | 28,3% | - | - | - | - | - | - | 15,0% | 18,8% | 12,8% | - | - | - | 25,1% | |
| Futura Inteligência    | 12 Jun - 23 Jun     | 2.000              | 2,2            | - | - | - | - | - | - | 25,4% | - | - | - | - | 19,2% | - | - | 16,8% | 11,1% | - | - | - | 25,2% | |
| Futura Inteligência    | 12 Jun - 23 Jun     | 2.000              | 2,2            | - | 38,9% | - | - | - | - | 29,0% | - | - | - | - | - | - | - | 12,1% | 7,8% | - | - | - | 12,3% | |
| Futura Inteligência    | 12 Jun - 23 Jun     | 2.000              | 2,2            | - | - | - | - | - | 26,3% | 28,2% | - | - | - | - | - | - | - | 14,4% | 6,0% | - | - | - | 25,1% | |
| Futura Inteligência    | 12 Jun - 23 Jun     | 2.000              | 2,2            | 45,3% | - | - | - | - | - | 29,0% | - | - | - | - | - | - | - | 10,3% | 5,9% | - | - | - | 9,5% | |
| Futura Inteligência    | 12 Jun - 23 Jun     | 2.000              | 2,2            | - | - | 33,2% | - | - | - | 29,1% | - | - | - | - | - | - | - | 13,1% | 9,1% | - | - | - | 15,4% | |
| Paraná Pesquisas       | 18 Jun – 22 Jun     | 2.020              | 2,2            | - | - | - | - | 6,8% | - | 34,2% | - | - | - | - | 13,9% | - | - | 15,0% | 7,1% | - | 1,2% | - | 21,9% | |
| Paraná Pesquisas       | 18 Jun – 22 Jun     | 2.020              | 2,2            | - | - | - | 20,4% | - | - | 33,8% | - | - | - | - | 9,0% | - | - | 13,8% | 5,8% | - | 1,1% | - | 16,2% | |
| Paraná Pesquisas       | 18 Jun – 22 Jun     | 2.020              | 2,2            | - | - | 21,3% | - | - | - | 33,8% | - | - | - | - | 8,5% | - | - | 13,2% | 5,5% | - | 1,1% | - | 16,5% | |
| Paraná Pesquisas       | 18 Jun – 22 Jun     | 2.020              | 2,2            | - | - | - | - | - | 24,3% | 34,0% | - | - | - | - | 6,9% | - | - | 13,5% | 4,3% | - | 1,0% | - | 16,1% | |
| Paraná Pesquisas       | 18 Jun – 22 Jun     | 2.020              | 2,2            | 37,2% | - | - | - | - | - | 32,8% | - | - | - | - | 4,6% | - | - | 10,3% | 2,9% | - | 0,7% | - | 11,5% | |
| Paraná Pesquisas       | 18 Jun – 22 Jun     | 2.020              | 2,2            | - | 30,2% | - | - | - | - | 33,5% | - | - | - | - | 5,7% | - | - | 11,5% | 4,6% | - | 0,9% | - | 13,4% | |
| CNT/MDA                | 11 Jun - 15 Jun     | 2.002              | 2,2            | - | 19,8% | - | - | - | - | - | 16,9% | - | - | - | 10,1% | - | 5,5% | 19,1% | 6,0% | - | - | - | 22,6% | |
| CNT/MDA                | 11 Jun - 15 Jun     | 2.002              | 2,2            | - | 20,4% | - | - | - | - | 31,2% | - | - | - | - | 7,7% | - | 5,2% | 12,5% | 5,1% | - | - | - | 17,9% | |
| CNT/MDA                | 11 Jun - 15 Jun     | 2.002              | 2,2            | - | - | - | - | - | 18,0% | - | 16,4% | - | - | - | 10,7% | - | 4,2% | 19,5% | 5,2% | - | - | - | 26,0% | |
| CNT/MDA                | 11 Jun - 15 Jun     | 2.002              | 2,2            | - | - | 13,6% | - | - | - | 31,6% | - | - | - | - | 9,0% | - | 5,9% | 14,1% | 5,9% | - | - | - | 19,9% | |
| CNT/MDA                | 11 Jun - 15 Jun     | 2.002              | 2,2            | - | - | - | - | - | 18,3% | 30,5% | - | - | - | - | 8,1% | - | 4,0% | 14,6% | 4,1% | - | - | - | 20,4% | |
| CNT/MDA                | 11 Jun - 15 Jun     | 2.002              | 2,2            | 31,7% | - | - | - | - | - | 31,1 | - | - | - | - | 4,8% | - | 3,4% | 10,2% | 3,3% | - | - | - | 15,5% | |
| Datafolha              | 10 Jun - 11 Jun     | 2.004              | 2,0            | - | - | 20% | - | - | - | 37% | - | - | - | - | 11% | - | 8% | - | 7% | - | - | - | 17% | |
| Datafolha              | 10 Jun - 11 Jun     | 2.004              | 2,0            | - | - | - | 20% | - | - | 38% | - | - | - | - | 12% | - | - | - | 11% | - | - | - | 19% | |
| Datafolha              | 10 Jun - 11 Jun     | 2.004              | 2,0            | - | 26% | - | - | - | - | 37% | - | - | - | - | 9% | - | 6% | - | 7% | - | - | - | 14% | |
| Datafolha              | 10 Jun - 11 Jun     | 2.004              | 2,0            | - | - | - | - | - | 21% | 37% | - | - | - | - | 11% | - | 6% | - | 6% | - | - | - | 19% | |
| Datafolha              | 10 Jun - 11 Jun     | 2.004              | 2,0            | 37% | - | - | - | - | - | - | 23% | - | - | - | 9% | - | 6% | - | 5% | - | - | - | 20% | |
| Datafolha              | 10 Jun - 11 Jun     | 2.004              | 2,0            | 35% | - | - | - | - | - | 36% | - | - | - | - | 7% | - | 5% | - | 5% | - | - | - | 12% | |
| Futura/Inteligência    | 2 Jun - 4 Jun       | 1.001              | 3,1            | - | 37,6% | - | - | - | - | - | - | - | 22,5% | - | 11,9% | - | - | - | 9,0% | - | - | - | 19,0% | |
| Futura/Inteligência    | 2 Jun - 4 Jun       | 1.001              | 3,1            | 41,4% | - | - | - | - | - | - | - | - | 21,3% | - | 10,6% | - | - | - | 5,9% | - | - | - | 20,9% | |
| Futura/Inteligência    | 2 Jun - 4 Jun       | 1.001              | 3,1            | - | - | - | - | - | 22,5% | 32,7% | - | - | - | - | 11,3% | - | - | - | 6,2% | - | - | - | 27,2% | |
| Futura/Inteligência    | 2 Jun - 4 Jun       | 1.001              | 3,1            | - | 36,3% | - | - | - | - | 33,7% | - | - | - | - | 10,1% | - | - | - | 6,5% | - | - | - | 13,4% | |
| Futura/Inteligência    | 2 Jun - 4 Jun       | 1.001              | 3,1            | 41,4% | - | - | - | - | - | 31,4% | - | - | - | - | 8,2% | - | - | - | 5,8% | - | - | - | 13,2% | |
| Gerp                   | 28 Mai - 31 Mai     | 2.000              | 2,24           | - | - | - | - | - | 19% | - | 13% | - | - | 11% | 10% | - | 5% | 12% | 4% | - | - | - | 26% | |
| Gerp                   | 28 Mai - 31 Mai     | 2.000              | 2,24           | - | - | 17% | - | - | - | - | 13% | - | - | 10% | 10% | - | 8% | 13% | 5% | - | - | - | 25% | |
| Gerp                   | 28 Mai - 31 Mai     | 2.000              | 2,24           | - | 29% | - | - | - | - | - | 13% | - | - | 5% | 8% | - | 5% | 11% | 5% | - | - | - | 23% | |
| Gerp                   | 28 Mai - 31 Mai     | 2.000              | 2,24           | 35% | - | - | - | - | - | - | 14% | - | - | 4% | 7% | - | 3% | 12% | 3% | - | - | - | 22% | |
| Gerp                   | 28 Mai - 31 Mai     | 2.000              | 2,24           | - | - | - | - | - | 18% | 24% | - | - | - | 9% | 5% | - | 3% | 9% | 5% | - | - | - | 25% | |
| Gerp                   | 28 Mai - 31 Mai     | 2.000              | 2,24           | - | - | 17% | - | - | - | 26% | - | - | - | 8% | 8% | - | 7% | 11% | 5% | - | - | - | 19% | |
| Gerp                   | 28 Mai - 31 Mai     | 2.000              | 2,24           | - | 28% | - | - | - | - | 24% | - | - | - | 9% | 7% | - | 3% | 9% | 5% | - | - | - | 19% | |
| Gerp                   | 28 Mai - 31 Mai     | 2.000              | 2,24           | 42% | - | - | - | - | - | 24% | - | - | - | 3% | 4% | - | 2% | 6% | 2% | - | - | - | 16% | |
| AtlasIntel             | 19 Mai - 23 Mai     | 4.399              | ± 1,0%         | - | - | - | - | - | 33,7% | - | 33,0% | - | - | 4,4% | 2,5% | 2,1% | 1,7% | 8,1% | 4,5% | - | - | - | 10,1% | |
| AtlasIntel             | 19 Mai - 23 Mai     | 4.399              | ± 1,0%         | - | - | - | - | - | 33,1% | 44,1% | - | - | - | 4,6% | 2,1% | 1,8% | 1,4% | 3,6% | 4,7% | - | - | - | 4,6% | |
| AtlasIntel             | 19 Mai - 23 Mai     | 4.399              | ± 1,0%         | - | 33,5% | - | - | - | - | 44,4% | - | - | - | 2,1% | 3,9% | 2,2% | 4,0% | 3,2% | 4,8% | - | - | - | 1,8% | |
| AtlasIntel             | 19 Mai - 23 Mai     | 4.399              | ± 1,0%         | 46,7% | - | - | - | - | - | 43,9% | - | - | - | - | - | - | - | 3,8% | - | 2,1% | - | 0,7% | 3,2% | |
| Quantivus              | 05 Mai - 16 Mai     | 2.178              | 2,1            | - | - | - | - | - | 28,6% | - | 26,3% | - | - | - | - | - | - | 25,6% | - | - | - | - | 19,5% | |
| Quantivus              | 05 Mai - 16 Mai     | 2.178              | 2,1            | - | - | - | - | - | 29,0% | 35,5% | - | - | - | - | - | - | - | 21,0% | - | - | - | - | 14,5% | |
| Quantivus              | 05 Mai - 16 Mai     | 2.178              | 2,1            | 38,2% | - | - | - | - | - | 36,5% | - | - | - | - | - | - | - | 12,9% | - | - | - | - | 12,4% | |
| 6 Mai                  | 6 Mai               | 6 Mai              | 6 Mai          | O Governador do Rio Grande do Sul, Eduardo Leite, anuncia sua saída do PSDB após 24 anos, e se filia ao Partido Social Democrático (PSD). | O Governador do Rio Grande do Sul, Eduardo Leite, anuncia sua saída do PSDB após 24 anos, e se filia ao Partido Social Democrático (PSD). | O Governador do Rio Grande do Sul, Eduardo Leite, anuncia sua saída do PSDB após 24 anos, e se filia ao Partido Social Democrático (PSD). | O Governador do Rio Grande do Sul, Eduardo Leite, anuncia sua saída do PSDB após 24 anos, e se filia ao Partido Social Democrático (PSD). | O Governador do Rio Grande do Sul, Eduardo Leite, anuncia sua saída do PSDB após 24 anos, e se filia ao Partido Social Democrático (PSD). | O Governador do Rio Grande do Sul, Eduardo Leite, anuncia sua saída do PSDB após 24 anos, e se filia ao Partido Social Democrático (PSD). | O Governador do Rio Grande do Sul, Eduardo Leite, anuncia sua saída do PSDB após 24 anos, e se filia ao Partido Social Democrático (PSD). | O Governador do Rio Grande do Sul, Eduardo Leite, anuncia sua saída do PSDB após 24 anos, e se filia ao Partido Social Democrático (PSD). | O Governador do Rio Grande do Sul, Eduardo Leite, anuncia sua saída do PSDB após 24 anos, e se filia ao Partido Social Democrático (PSD). | O Governador do Rio Grande do Sul, Eduardo Leite, anuncia sua saída do PSDB após 24 anos, e se filia ao Partido Social Democrático (PSD). | O Governador do Rio Grande do Sul, Eduardo Leite, anuncia sua saída do PSDB após 24 anos, e se filia ao Partido Social Democrático (PSD). | O Governador do Rio Grande do Sul, Eduardo Leite, anuncia sua saída do PSDB após 24 anos, e se filia ao Partido Social Democrático (PSD). | O Governador do Rio Grande do Sul, Eduardo Leite, anuncia sua saída do PSDB após 24 anos, e se filia ao Partido Social Democrático (PSD). | O Governador do Rio Grande do Sul, Eduardo Leite, anuncia sua saída do PSDB após 24 anos, e se filia ao Partido Social Democrático (PSD). | O Governador do Rio Grande do Sul, Eduardo Leite, anuncia sua saída do PSDB após 24 anos, e se filia ao Partido Social Democrático (PSD). | O Governador do Rio Grande do Sul, Eduardo Leite, anuncia sua saída do PSDB após 24 anos, e se filia ao Partido Social Democrático (PSD). | O Governador do Rio Grande do Sul, Eduardo Leite, anuncia sua saída do PSDB após 24 anos, e se filia ao Partido Social Democrático (PSD). | O Governador do Rio Grande do Sul, Eduardo Leite, anuncia sua saída do PSDB após 24 anos, e se filia ao Partido Social Democrático (PSD). | O Governador do Rio Grande do Sul, Eduardo Leite, anuncia sua saída do PSDB após 24 anos, e se filia ao Partido Social Democrático (PSD). | O Governador do Rio Grande do Sul, Eduardo Leite, anuncia sua saída do PSDB após 24 anos, e se filia ao Partido Social Democrático (PSD). | O Governador do Rio Grande do Sul, Eduardo Leite, anuncia sua saída do PSDB após 24 anos, e se filia ao Partido Social Democrático (PSD). |

#### Março - Abril
| Contratante / Pesquisa Número de identificação | Data(s) de Pesquisa | Tamanho da Amostra | Margem de erro (pontos percentuais) | | | | | | | | | | | | | | | | | | Outros | Indecisos e Absentos |
| Contratante / Pesquisa Número de identificação | Data(s) de Pesquisa | Tamanho da Amostra | Margem de erro (pontos percentuais) | Bolsonaro PL | Michelle PL | Eduardo PL | Tarcísio Republicanos | Lula PT | Haddad PT | Alckmin PSB | Marçal PRTB | Ratinho PSD | Zema NOVO | Gomes PDT | Caiado UNIÃO | Dino Sem partido | Tebet MDB | Barbalho MDB | Leite PSDB | Silva REDE | Outros | Indecisos e Absentos |
| Contratante / Pesquisa Número de identificação | Data(s) de Pesquisa | Tamanho da Amostra | Margem de erro (pontos percentuais) | | | | | | | | | | | | | | | | | | Outros | Indecisos e Absentos |
|                                                |                     |                    |                                     | | | | | | | | | | | | | | | | | | | |
| Gerp                                           | 21 Abr – 25 Abr     | 2.000              | 2,24                                | 37% | - | - | - | 30% | - | - | 4% | 3% | 3% | 7% | 3% | - | - | - | - | - | — | 13% |
| Gerp                                           | 21 Abr – 25 Abr     | 2.000              | 2,24                                | - | - | - | 19% | 30% | - | - | 9% | 7% | 4% | 9% | 4% | - | - | - | - | - | — | 18% |
| AtlasIntel                                     | 20 Abr – 24 Abr     | 5.419              | 1                                   | 45,1% | - | - | - | 44,2% | - | - | - | - | - | 2,9% | - | - | 2,1% | - | - | - | 1,3% | 4,4% |
| AtlasIntel                                     | 20 Abr – 24 Abr     | 5.419              | 1                                   | - | 31,3% | - | - | 43,3% | - | - | 1,7% | 2,6% | 3% | 3% | 5,5% | - | 1% | - | 2,7% | 0% | — | 6,9% |
| AtlasIntel                                     | 20 Abr – 24 Abr     | 5.419              | 1                                   | - | - | - | 34,3% | 42,8% | - | - | 2% | 2,7% | 1,6% | 2,7% | 4,3% | - | 0,1% | - | 1,6% | 0% | — | 8% |
| AtlasIntel                                     | 20 Abr – 24 Abr     | 5.419              | 1                                   | - | - | - | 35% | - | 32,3% | - | 2,1% | 1,9% | 2,5% | 7,4% | 4,7% | - | - | - | 1,9% | 0% | — | 12,5% |
| Paraná Pesquisas                               | 16 Abr – 19 Abr     | 2.020              | 2,2                                 | 38,5% | - | - | - | 33,3% | - | - | - | - | - | 9,7% | 3,6% | - | - | 1% | 2,9% | - | — | 11,2% |
| Paraná Pesquisas                               | 16 Abr – 19 Abr     | 2.020              | 2,2                                 | - | 31,7% | - | - | 33,7% | - | - | - | - | - | 11,8% | 6% | - | - | 0,9% | 3,8% | - | — | 12% |
| Paraná Pesquisas                               | 16 Abr – 19 Abr     | 2.020              | 2,2                                 | - | - | - | 27,3% | 34% | - | - | - | - | - | 12,6% | 4,8% | - | - | 1,1% | 4,4% | - | — | 15,7% |
| Paraná Pesquisas                               | 16 Abr – 19 Abr     | 2.020              | 2,2                                 | - | - | - | - | 33,3% | - | - | - | 16,2% | - | 14,2% | 8,7% | - | - | 1,3% | 4,9% | - | — | 21,4% |
| 8 Abr                                          | 8 Abr               | 8 Abr              | 8 Abr                               | O Tribunal Regional Eleitoral de Goiás (TRE-GO) reverteu a decisão anterior e Ronaldo Caiado (UNIÃO) voltou a ser elegível. | O Tribunal Regional Eleitoral de Goiás (TRE-GO) reverteu a decisão anterior e Ronaldo Caiado (UNIÃO) voltou a ser elegível. | O Tribunal Regional Eleitoral de Goiás (TRE-GO) reverteu a decisão anterior e Ronaldo Caiado (UNIÃO) voltou a ser elegível. | O Tribunal Regional Eleitoral de Goiás (TRE-GO) reverteu a decisão anterior e Ronaldo Caiado (UNIÃO) voltou a ser elegível. | O Tribunal Regional Eleitoral de Goiás (TRE-GO) reverteu a decisão anterior e Ronaldo Caiado (UNIÃO) voltou a ser elegível. | O Tribunal Regional Eleitoral de Goiás (TRE-GO) reverteu a decisão anterior e Ronaldo Caiado (UNIÃO) voltou a ser elegível. | O Tribunal Regional Eleitoral de Goiás (TRE-GO) reverteu a decisão anterior e Ronaldo Caiado (UNIÃO) voltou a ser elegível. | O Tribunal Regional Eleitoral de Goiás (TRE-GO) reverteu a decisão anterior e Ronaldo Caiado (UNIÃO) voltou a ser elegível. | O Tribunal Regional Eleitoral de Goiás (TRE-GO) reverteu a decisão anterior e Ronaldo Caiado (UNIÃO) voltou a ser elegível. | O Tribunal Regional Eleitoral de Goiás (TRE-GO) reverteu a decisão anterior e Ronaldo Caiado (UNIÃO) voltou a ser elegível. | O Tribunal Regional Eleitoral de Goiás (TRE-GO) reverteu a decisão anterior e Ronaldo Caiado (UNIÃO) voltou a ser elegível. | O Tribunal Regional Eleitoral de Goiás (TRE-GO) reverteu a decisão anterior e Ronaldo Caiado (UNIÃO) voltou a ser elegível. | O Tribunal Regional Eleitoral de Goiás (TRE-GO) reverteu a decisão anterior e Ronaldo Caiado (UNIÃO) voltou a ser elegível. | O Tribunal Regional Eleitoral de Goiás (TRE-GO) reverteu a decisão anterior e Ronaldo Caiado (UNIÃO) voltou a ser elegível. | O Tribunal Regional Eleitoral de Goiás (TRE-GO) reverteu a decisão anterior e Ronaldo Caiado (UNIÃO) voltou a ser elegível. | O Tribunal Regional Eleitoral de Goiás (TRE-GO) reverteu a decisão anterior e Ronaldo Caiado (UNIÃO) voltou a ser elegível. | O Tribunal Regional Eleitoral de Goiás (TRE-GO) reverteu a decisão anterior e Ronaldo Caiado (UNIÃO) voltou a ser elegível. | O Tribunal Regional Eleitoral de Goiás (TRE-GO) reverteu a decisão anterior e Ronaldo Caiado (UNIÃO) voltou a ser elegível. | O Tribunal Regional Eleitoral de Goiás (TRE-GO) reverteu a decisão anterior e Ronaldo Caiado (UNIÃO) voltou a ser elegível. |
| 4 Abr                                          | 4 Abr               | 4 Abr              | 4 Abr                               | O governador de Goiás, Ronaldo Caiado anuncia oficialmente sua candidatura à Presidência da República.                      | O governador de Goiás, Ronaldo Caiado anuncia oficialmente sua candidatura à Presidência da República.                      | O governador de Goiás, Ronaldo Caiado anuncia oficialmente sua candidatura à Presidência da República.                      | O governador de Goiás, Ronaldo Caiado anuncia oficialmente sua candidatura à Presidência da República.                      | O governador de Goiás, Ronaldo Caiado anuncia oficialmente sua candidatura à Presidência da República.                      | O governador de Goiás, Ronaldo Caiado anuncia oficialmente sua candidatura à Presidência da República.                      | O governador de Goiás, Ronaldo Caiado anuncia oficialmente sua candidatura à Presidência da República.                      | O governador de Goiás, Ronaldo Caiado anuncia oficialmente sua candidatura à Presidência da República.                      | O governador de Goiás, Ronaldo Caiado anuncia oficialmente sua candidatura à Presidência da República.                      | O governador de Goiás, Ronaldo Caiado anuncia oficialmente sua candidatura à Presidência da República.                      | O governador de Goiás, Ronaldo Caiado anuncia oficialmente sua candidatura à Presidência da República.                      | O governador de Goiás, Ronaldo Caiado anuncia oficialmente sua candidatura à Presidência da República.                      | O governador de Goiás, Ronaldo Caiado anuncia oficialmente sua candidatura à Presidência da República.                      | O governador de Goiás, Ronaldo Caiado anuncia oficialmente sua candidatura à Presidência da República.                      | O governador de Goiás, Ronaldo Caiado anuncia oficialmente sua candidatura à Presidência da República.                      | O governador de Goiás, Ronaldo Caiado anuncia oficialmente sua candidatura à Presidência da República.                      | O governador de Goiás, Ronaldo Caiado anuncia oficialmente sua candidatura à Presidência da República.                      | O governador de Goiás, Ronaldo Caiado anuncia oficialmente sua candidatura à Presidência da República.                      | O governador de Goiás, Ronaldo Caiado anuncia oficialmente sua candidatura à Presidência da República.                      |
| DataFolha                                      | 1 Abr – 3 Abr       | 3.054              | 2                                   | - | - | - | 15% | 35% | - | - | 11% | 5% | 3% | 11% | 2% | - | - | - | 3% | - | — | 14% |
| DataFolha                                      | 1 Abr – 3 Abr       | 3.054              | 2                                   | - | - | - | 24% | 43% | - | - | 15% | - | - | - | - | - | - | - | - | - | — | 18% |
| DataFolha                                      | 1 Abr – 3 Abr       | 3.054              | 2                                   | - | - | 11% | - | 35% | - | - | 10% | 6% | 4% | 12% | 3% | - | - | - | 4% | - | — | 15% |
| DataFolha                                      | 1 Abr – 3 Abr       | 3.054              | 2                                   | - | 15% | - | - | 35% | - | - | 10% | 5% | 4% | 12% | 3% | - | - | - | 3% | - | — | 12% |
| DataFolha                                      | 1 Abr – 3 Abr       | 3.054              | 2                                   | - | - | - | 16% | - | 15% | - | 12% | 7% | 3% | 19% | 2% | - | - | - | 5% | - | — | 21% |
| DataFolha                                      | 1 Abr – 3 Abr       | 3.054              | 2                                   | 30% | - | - | - | 36% | - | - | 7% | - | - | 12% | - | - | - | - | 5% | - | — | 11% |
| DataFolha                                      | 1 Abr – 3 Abr       | 3.054              | 2                                   | 32% | - | - | - | - | 17% | - | 8% | - | - | 20% | - | - | - | - | 6% | - | — | 18% |
| 1 Abr                                          | 1 Abr               | 1 Abr              | 1 Abr                               | O prefeito de Sorocaba, Rodrigo Manga (Republicanos), anuncia sua pré-candidatura à Presidência.                            | O prefeito de Sorocaba, Rodrigo Manga (Republicanos), anuncia sua pré-candidatura à Presidência.                            | O prefeito de Sorocaba, Rodrigo Manga (Republicanos), anuncia sua pré-candidatura à Presidência.                            | O prefeito de Sorocaba, Rodrigo Manga (Republicanos), anuncia sua pré-candidatura à Presidência.                            | O prefeito de Sorocaba, Rodrigo Manga (Republicanos), anuncia sua pré-candidatura à Presidência.                            | O prefeito de Sorocaba, Rodrigo Manga (Republicanos), anuncia sua pré-candidatura à Presidência.                            | O prefeito de Sorocaba, Rodrigo Manga (Republicanos), anuncia sua pré-candidatura à Presidência.                            | O prefeito de Sorocaba, Rodrigo Manga (Republicanos), anuncia sua pré-candidatura à Presidência.                            | O prefeito de Sorocaba, Rodrigo Manga (Republicanos), anuncia sua pré-candidatura à Presidência.                            | O prefeito de Sorocaba, Rodrigo Manga (Republicanos), anuncia sua pré-candidatura à Presidência.                            | O prefeito de Sorocaba, Rodrigo Manga (Republicanos), anuncia sua pré-candidatura à Presidência.                            | O prefeito de Sorocaba, Rodrigo Manga (Republicanos), anuncia sua pré-candidatura à Presidência.                            | O prefeito de Sorocaba, Rodrigo Manga (Republicanos), anuncia sua pré-candidatura à Presidência.                            | O prefeito de Sorocaba, Rodrigo Manga (Republicanos), anuncia sua pré-candidatura à Presidência.                            | O prefeito de Sorocaba, Rodrigo Manga (Republicanos), anuncia sua pré-candidatura à Presidência.                            | O prefeito de Sorocaba, Rodrigo Manga (Republicanos), anuncia sua pré-candidatura à Presidência.                            | O prefeito de Sorocaba, Rodrigo Manga (Republicanos), anuncia sua pré-candidatura à Presidência.                            | O prefeito de Sorocaba, Rodrigo Manga (Republicanos), anuncia sua pré-candidatura à Presidência.                            | O prefeito de Sorocaba, Rodrigo Manga (Republicanos), anuncia sua pré-candidatura à Presidência.                            |
| Gerp                                           | 22 Mar – 27 Mar     | 2.000              | 2,24                                | 41% | - | - | - | 26% | - | - | 4% | 5% | 3% | 5% | 3% | - | - | - | - | - | — | 14% |
| Gerp                                           | 22 Mar – 27 Mar     | 2.000              | 2,24                                | - | - | - | 18% | 24% | - | - | 13% | 7% | 4% | 12% | 4% | - | - | - | - | - | — | 20% |
| Gerp                                           | 22 Mar – 27 Mar     | 2.000              | 2,24                                | - | - | 19% | - | 24% | - | - | 10% | 7% | 8% | 9% | 4% | - | - | - | - | - | — | 19% |
| Gerp                                           | 22 Mar – 27 Mar     | 2.000              | 2,24                                | 39% | - | - | - | - | - | - | 5% | 5% | 5% | 13% | 4% | 6% | - | - | - | - | — | 24% |
| Gerp                                           | 22 Mar – 27 Mar     | 2.000              | 2,24                                | - | - | - | 18% | - | - | - | 13% | 9% | 5% | 17% | 4% | 8% | - | - | - | - | — | 27% |
| Gerp                                           | 22 Mar – 27 Mar     | 2.000              | 2,24                                | - | - | 18% | - | - | - | - | 12% | 9% | 8% | 17% | 5% | 7% | - | - | - | - | — | 24% |
| AtlasIntel                                     | 20 Mar – 24 Mar     | 4.659              | 1                                   | - | - | - | 33,9% | 41,7% | - | - | 5,4% | - | 1,6% | - | 3,8% | - | 3,3% | - | 3,6% | 0,5% | — | 6,2% |
| AtlasIntel                                     | 20 Mar – 24 Mar     | 4.659              | 1                                   | 45,6% | - | - | - | 40,6% | - | - | - | - | - | 5,7% | - | - | 3,1% | - | - | - | 2,1% | 3% |
| Futura/Inteligência                            | 19 Mar – 22 Mar     | 1.000              | 3,1                                 | 41,9% | - | - | - | 31,7% | - | - | - | 6,7% | - | - | 6,0% | - | - | - | - | - | — | 13,6% |
| Futura/Inteligência                            | 19 Mar – 22 Mar     | 1.000              | 3,1                                 | - | 35,3% | - | - | 29,9% | - | - | - | 12,4% | - | - | 7,8% | - | - | - | - | - | — | 15,8% |
| Futura/Inteligência                            | 19 Mar – 22 Mar     | 1.000              | 3,1                                 | - | - | - | 24,3% | 31,0% | - | - | - | 15,1% | - | - | 9% | - | - | - | - | - | — | 20,6% |
| Futura/Inteligência                            | 19 Mar – 22 Mar     | 1.000              | 3,1                                 | 41,9% | - | - | - | - | - | 23,5% | - | 9,7% | - | - | 7,0% | - | - | - | - | - | — | 17,9% |
| Futura/Inteligência                            | 19 Mar – 22 Mar     | 1.000              | 3,1                                 | - | 37,2% | - | - | - | - | 23,7% | - | 12,9% | - | - | 8,3% | - | - | - | - | - | — | 17,8% |
| Futura/Inteligência                            | 19 Mar – 22 Mar     | 1.000              | 3,1                                 | - | - | - | 24,6% | - | - | 26% | - | 16% | - | - | 9,8% | - | - | - | - | - | — | 23,6% |
| 20 Mar                                         | 20 Mar              | 20 Mar             | 20 Mar                              | Gusttavo Lima desiste de se candidatar a presidência da República.                                                          | Gusttavo Lima desiste de se candidatar a presidência da República.                                                          | Gusttavo Lima desiste de se candidatar a presidência da República.                                                          | Gusttavo Lima desiste de se candidatar a presidência da República.                                                          | Gusttavo Lima desiste de se candidatar a presidência da República.                                                          | Gusttavo Lima desiste de se candidatar a presidência da República.                                                          | Gusttavo Lima desiste de se candidatar a presidência da República.                                                          | Gusttavo Lima desiste de se candidatar a presidência da República.                                                          | Gusttavo Lima desiste de se candidatar a presidência da República.                                                          | Gusttavo Lima desiste de se candidatar a presidência da República.                                                          | Gusttavo Lima desiste de se candidatar a presidência da República.                                                          | Gusttavo Lima desiste de se candidatar a presidência da República.                                                          | Gusttavo Lima desiste de se candidatar a presidência da República.                                                          | Gusttavo Lima desiste de se candidatar a presidência da República.                                                          | Gusttavo Lima desiste de se candidatar a presidência da República.                                                          | Gusttavo Lima desiste de se candidatar a presidência da República.                                                          | Gusttavo Lima desiste de se candidatar a presidência da República.                                                          | Gusttavo Lima desiste de se candidatar a presidência da República.                                                          | Gusttavo Lima desiste de se candidatar a presidência da República.                                                          |

#### Janeiro e Fevereiro
| Contratante / Pesquisa Número de identificação | Data(s) de Pesquisa | Tamanho da Amostra | Margem de erro (pontos percentuais) | | | | | | | | | | | | | | | | | | Outros                                                                                                  | Indecisos e Absentos                                                                                    |      |   |      |      |   |      |
| Contratante / Pesquisa Número de identificação | Data(s) de Pesquisa | Tamanho da Amostra | Margem de erro (pontos percentuais) | Lula PT                                                                                                 | Haddad PT                                                                                               | Bolsonaro PL                                                                                            | Michelle PL                                                                                             | Eduardo PL                                                                                              | Tarcísio Republicanos                                                                                   | Marçal PRTB                                                                                             | Lima Sem partido                                                                                        | Ratinho PSD                                                                                             | Zema NOVO                                                                                               | Gomes PDT                                                                                               | Caiado UNIÃO                                                                                            | Moro UNIÃO                                                                                              | Tebet MDB                                                                                               | Barbalho MDB                                                                                            | Silva REDE                                                                                              | Leite PSDB                                                                                              | Outros                                                                                                  | Indecisos e Absentos                                                                                    |      |   |      |      |   |      |
| ---------------------------------------------- | ------------------- | ------------------ | ----------------------------------- | --- | --- | --- | --- | --- | --- | --- | --- | --- | --- | --- | --- | --- | --- | --- | --- | --- | --- | --- | ---- | - | ---- | ---- | - | ---- |
| Contratante / Pesquisa Número de identificação | Data(s) de Pesquisa | Tamanho da Amostra | Margem de erro (pontos percentuais) | AtlasIntel                                                                                              | 24 Fev – 27 Fev                                                                                         | 5.710                                                                                                   | 1 | 41,5%                                                                                                   | - | - | - | 23,8%                                                                                                   | - | 3,2% | 4,1% | - | 10% | - | 6,4% | - | Outros                                                                                                  | Indecisos e Absentos                                                                                    | 3,4% | - | 1,3% | 1,9% | — | 4,3% |
| 41,6%                                          | -                   | -                  | -                                   | AtlasIntel                                                                                              | 24 Fev – 27 Fev                                                                                         | 5.710                                                                                                   | 1 | - | 32,3%                                                                                                   | 2,5% | 4,6% | - | 4,5% | - | 4,6% | - | 3,2% | - | 1,2% | 1,5% | — | 4% |      |   |      |      |   |      |
| Gerp                                           | 24 Fev – 27 Fev     | 2.000              | 2,24                                | 25% | - | 41% | - | - | - | 2% | 5% | 5% | 2% | 5% | 3% | - | - | - | - | - | — | 12% |      |   |      |      |   |      |
| Gerp                                           | 24 Fev – 27 Fev     | 2.000              | 2,24                                | 25% | - | - | 29% | - | - | 6% | 6% | 5% | 4% | 8% | 3% | - | - | - | - | - | — | 14% |      |   |      |      |   |      |
| Gerp                                           | 24 Fev – 27 Fev     | 2.000              | 2,24                                | 27% | - | - | - | 17% | - | 7% | 7% | 7% | 5% | 8% | 5% | - | - | - | - | - | — | 17% |      |   |      |      |   |      |
| Gerp                                           | 24 Fev – 27 Fev     | 2.000              | 2,24                                | 24% | - | - | - | - | 18% | 8% | 7% | 5% | 4% | 9% | 3% | - | - | - | - | - | — | 22% |      |   |      |      |   |      |
| CNT/MDA                                        | 19 Fev – 23 Fev     | 2.002              | 2,2                                 | 30,3%                                                                                                   | - | 30,1%                                                                                                   | - | - | - | 6,7% | - | - | 2,7% | 9,8% | 3,5% | - | - | - | - | - | — | 16,9%                                                                                                   |      |   |      |      |   |      |
| CNT/MDA                                        | 19 Fev – 23 Fev     | 2.002              | 2,2                                 | 30,4%                                                                                                   | - | - | - | - | 14% | 13,2%                                                                                                   | - | - | 3,9% | 14,3%                                                                                                   | 3,9% | - | - | - | - | - | — | 20,2%                                                                                                   |      |   |      |      |   |      |
| CNT/MDA                                        | 19 Fev – 23 Fev     | 2.002              | 2,2                                 | 31,1%                                                                                                   | - | - | - | 13,1%                                                                                                   | - | 11,9%                                                                                                   | - | - | 5,4% | 13,2%                                                                                                   | 5,4% | - | - | - | - | - | — | 19,9%                                                                                                   |      |   |      |      |   |      |
| CNT/MDA                                        | 19 Fev – 23 Fev     | 2.002              | 2,2                                 | - | 16,2%                                                                                                   | - | - | - | 14,4%                                                                                                   | 14% | - | - | 4,5% | 19,7%                                                                                                   | 5,4% | - | - | - | - | - | — | 25,8%                                                                                                   |      |   |      |      |   |      |
| 21 Fev                                         | 21 Fev              | 21 Fev             | 21 Fev                              | O Tribunal Regional Eleitoral de São Paulo (TRE-SP) declarou Pablo Marçal (PRTB) inelegível por 8 anos. | O Tribunal Regional Eleitoral de São Paulo (TRE-SP) declarou Pablo Marçal (PRTB) inelegível por 8 anos. | O Tribunal Regional Eleitoral de São Paulo (TRE-SP) declarou Pablo Marçal (PRTB) inelegível por 8 anos. | O Tribunal Regional Eleitoral de São Paulo (TRE-SP) declarou Pablo Marçal (PRTB) inelegível por 8 anos. | O Tribunal Regional Eleitoral de São Paulo (TRE-SP) declarou Pablo Marçal (PRTB) inelegível por 8 anos. | O Tribunal Regional Eleitoral de São Paulo (TRE-SP) declarou Pablo Marçal (PRTB) inelegível por 8 anos. | O Tribunal Regional Eleitoral de São Paulo (TRE-SP) declarou Pablo Marçal (PRTB) inelegível por 8 anos. | O Tribunal Regional Eleitoral de São Paulo (TRE-SP) declarou Pablo Marçal (PRTB) inelegível por 8 anos. | O Tribunal Regional Eleitoral de São Paulo (TRE-SP) declarou Pablo Marçal (PRTB) inelegível por 8 anos. | O Tribunal Regional Eleitoral de São Paulo (TRE-SP) declarou Pablo Marçal (PRTB) inelegível por 8 anos. | O Tribunal Regional Eleitoral de São Paulo (TRE-SP) declarou Pablo Marçal (PRTB) inelegível por 8 anos. | O Tribunal Regional Eleitoral de São Paulo (TRE-SP) declarou Pablo Marçal (PRTB) inelegível por 8 anos. | O Tribunal Regional Eleitoral de São Paulo (TRE-SP) declarou Pablo Marçal (PRTB) inelegível por 8 anos. | O Tribunal Regional Eleitoral de São Paulo (TRE-SP) declarou Pablo Marçal (PRTB) inelegível por 8 anos. | O Tribunal Regional Eleitoral de São Paulo (TRE-SP) declarou Pablo Marçal (PRTB) inelegível por 8 anos. | O Tribunal Regional Eleitoral de São Paulo (TRE-SP) declarou Pablo Marçal (PRTB) inelegível por 8 anos. | O Tribunal Regional Eleitoral de São Paulo (TRE-SP) declarou Pablo Marçal (PRTB) inelegível por 8 anos. | O Tribunal Regional Eleitoral de São Paulo (TRE-SP) declarou Pablo Marçal (PRTB) inelegível por 8 anos. | O Tribunal Regional Eleitoral de São Paulo (TRE-SP) declarou Pablo Marçal (PRTB) inelegível por 8 anos. |      |   |      |      |   |      |
| Paraná Pesquisas                               | 13 Fev – 16 Fev     | 2.010              | 2,2                                 | 33,8%                                                                                                   | - | 36% | - | - | - | - | 5,1% | - | - | 7,7% | 2,7% | - | - | 1,1% | - | 2,7% | — | 10,9%                                                                                                   |      |   |      |      |   |      |
| Paraná Pesquisas                               | 13 Fev – 16 Fev     | 2.010              | 2,2                                 | 34,1%                                                                                                   | - | - | 27,2%                                                                                                   | - | - | - | 8,7% | - | - | 9% | 4,7% | - | - | 1,3% | - | 3,1% | — | 12% |      |   |      |      |   |      |
| Paraná Pesquisas                               | 13 Fev – 16 Fev     | 2.010              | 2,2                                 | 34,1%                                                                                                   | - | - | - | - | 21,9%                                                                                                   | - | 11% | - | - | 10% | 4,1% | - | - | 1,3% | - | 2,8% | — | 16,7%                                                                                                   |      |   |      |      |   |      |
| Paraná Pesquisas                               | 13 Fev – 16 Fev     | 2.010              | 2,2                                 | 33,8%                                                                                                   | - | - | - | - | - | - | 13% | 15% | - | 9,8% | 6,5% | - | - | 1,4% | - | 3,6% | — | 16,8%                                                                                                   |      |   |      |      |   |      |
| Paraná Pesquisas                               | 13 Fev – 16 Fev     | 2.010              | 2,2                                 | - | 18,9%                                                                                                   | - | - | - | 23,9%                                                                                                   | - | 12,4%                                                                                                   | - | - | 16,7%                                                                                                   | 4,2% | - | - | 1,3% | - | 3,8% | — | 18,8%                                                                                                   |      |   |      |      |   |      |
| Paraná Pesquisas                               | 13 Fev – 16 Fev     | 2.010              | 2,2                                 | - | 18,8%                                                                                                   | - | 30,2%                                                                                                   | - | - | - | 9,5% | - | - | 15,4%                                                                                                   | 4,6% | - | - | 1,3% | - | 4,2% | — | 16,1%                                                                                                   |      |   |      |      |   |      |
| AtlasIntel                                     | 27 Jan – 31 Jan     | 3.125              | 2                                   | 44% | - | 40,6%                                                                                                   | - | - | - | - | - | - | - | 4,5% | - | - | 4,9% | - | - | - | 2,4% | 3,5% |      |   |      |      |   |      |
| AtlasIntel                                     | 27 Jan – 31 Jan     | 3.125              | 2                                   | 41,1%                                                                                                   | - | - | - | - | 26,2%                                                                                                   | - | 5,6% | - | - | - | 5,9% | 3,3% | 4,1% | - | 1,4% | 0,9% | — | 9,1% |      |   |      |      |   |      |
| AtlasIntel                                     | 27 Jan – 31 Jan     | 3.125              | 2                                   | 40% | - | - | - | 24,2%                                                                                                   | - | - | 5,2% | - | - | - | 7,5% | 4,2% | 4,4% | - | 2,2% | 1,5% | — | 7,5% |      |   |      |      |   |      |
| Genial/Quaest                                  | 23 Jan – 26 Jan     | 4.500              | 1                                   | 30% | - | - | - | - | 13% | 11% | 12% | - | 3% | 9% | 3% | - | - | - | - | - | — | 19% |      |   |      |      |   |      |
| Genial/Quaest                                  | 23 Jan – 26 Jan     | 4.500              | 1                                   | 28% | - | - | - | 11% | - | 12% | 12% | - | 5% | 10% | 3% | - | - | - | - | - | — | 19% |      |   |      |      |   |      |
| Genial/Quaest                                  | 23 Jan – 26 Jan     | 4.500              | 1                                   | 32% | - | - | - | - | - | 14% | 13% | - | 5% | 12% | 4% | - | - | - | - | - | — | 20% |      |   |      |      |   |      |
| Genial/Quaest                                  | 23 Jan – 26 Jan     | 4.500              | 1                                   | 33% | - | - | - | - | - | - | 18% | - | 8% | 13% | 4% | - | - | - | - | - | — | 24% |      |   |      |      |   |      |
| Gerp                                           | 11 Jan – 15 Jan     | 2.000              | 2,24                                | 28% | - | 34% | - | - | - | 6% | 5% | 2% | 4% | - | 1% | - | - | - | - | - | — | 20% |      |   |      |      |   |      |
| Gerp                                           | 11 Jan – 15 Jan     | 2.000              | 2,24                                | 29% | - | - | - | - | 14% | 11% | 9% | 5% | 4% | - | 3% | - | - | - | - | - | — | 26% |      |   |      |      |   |      |
| Gerp                                           | 11 Jan – 15 Jan     | 2.000              | 2,24                                | 29% | - | - | 23% | - | - | 8% | 7% | 4% | 5% | - | 3% | - | - | - | - | - | — | 20% |      |   |      |      |   |      |
| Gerp                                           | 11 Jan – 15 Jan     | 2.000              | 2,24                                | 30% | - | - | - | 13% | - | 11% | 8% | 6% | 7% | - | 4% | - | - | - | - | - | — | 21% |      |   |      |      |   |      |
| Paraná Pesquisas                               | 7 Jan – 10 Jan      | 2.018              | 2,2                                 | - | - | 30% | - | - | - | - | - | - | - | 26,1%                                                                                                   | 8,7% | - | - | 2,8% | - | - | 8,0% Hoffmann (PT)                                                                                      | 24,4%                                                                                                   |      |   |      |      |   |      |
| Paraná Pesquisas                               | 7 Jan – 10 Jan      | 2.018              | 2,2                                 | - | - | - | - | - | 27,8%                                                                                                   | - | - | - | - | 27,8%                                                                                                   | 8,8% | - | - | 3,1% | - | - | 6,9% Santana (PT)                                                                                       | 25,5%                                                                                                   |      |   |      |      |   |      |
| Paraná Pesquisas                               | 7 Jan – 10 Jan      | 2.018              | 2,2                                 | - | 17,9%                                                                                                   | - | 29,5%                                                                                                   | - | - | - | - | - | - | 21,7%                                                                                                   | 8,2% | - | - | 2,6% | - | - | — | 20,0%                                                                                                   |      |   |      |      |   |      |
| Paraná Pesquisas                               | 7 Jan – 10 Jan      | 2.018              | 2,2                                 | - | 18,1%                                                                                                   | - | - | - | 26,6%                                                                                                   | - | - | - | - | 23,7%                                                                                                   | 8,4% | - | - | 2,8% | - | - | — | 20,5%                                                                                                   |      |   |      |      |   |      |
| Paraná Pesquisas                               | 7 Jan – 10 Jan      | 2.018              | 2,2                                 | 34,9%                                                                                                   | - | - | - | - | - | - | - | 15,9%                                                                                                   | - | 17,3%                                                                                                   | 11,0%                                                                                                   | - | - | 2,0% | - | - | — | 18,9%                                                                                                   |      |   |      |      |   |      |
| Paraná Pesquisas                               | 7 Jan – 10 Jan      | 2.018              | 2,2                                 | 35,2%                                                                                                   | - | - | - | - | 25,3%                                                                                                   | - | - | - | - | 15,2%                                                                                                   | 7,4% | - | - | 1,8% | - | - | — | 15,2%                                                                                                   |      |   |      |      |   |      |
| Paraná Pesquisas                               | 7 Jan – 10 Jan      | 2.018              | 2,2                                 | 34,5%                                                                                                   | - | - | 20,7%                                                                                                   | - | - | 11,5%                                                                                                   | - | - | - | 12,9%                                                                                                   | 6,6% | - | - | 1,6% | - | - | — | 12,2%                                                                                                   |      |   |      |      |   |      |
| Paraná Pesquisas                               | 7 Jan – 10 Jan      | 2.018              | 2,2                                 | 34,0%                                                                                                   | - | 33,9%                                                                                                   | - | - | - | 6,1% | - | - | - | 11,3%                                                                                                   | 4,7% | - | - | 1,2% | - | - | — | 8,9% |      |   |      |      |   |      |
| Paraná Pesquisas                               | 7 Jan – 10 Jan      | 2.018              | 2,2                                 | 34,4%                                                                                                   | - | 37,3%                                                                                                   | - | - | - | - | - | - | - | 11,7%                                                                                                   | 5,4% | - | - | 1,4% | - | - | — | 9,8% |      |   |      |      |   |      |
| Instituto Simplex                              | 3 Jan – 4 Jan       | 1.000              | 3,1                                 | 33,7%                                                                                                   | - | - | - | - | 16,1%                                                                                                   | 8,4% | 20,7%                                                                                                   | - | - | - | - | - | - | - | - | - | — | 21,1%                                                                                                   |      |   |      |      |   |      |

### 2024

#### De setembro a dezembro
| Contratante / Pesquisa Número de identificação | Data(s) de Pesquisa | Tamanho da Amostra | Margem de erro (pontos percentuais) | | | | | | | | | | | | | | | | Outros | Indecisos e Absentos                                                                                                   |      |      |      |      |   |      |
| Contratante / Pesquisa Número de identificação | Data(s) de Pesquisa | Tamanho da Amostra | Margem de erro (pontos percentuais) | Lula PT | Haddad PT | Bolsonaro PL | Michelle PL | Eduardo PL | Marçal PRTB | Tarcísio Republicanos                                                                                                  | Ratinho PSD | Zema NOVO | Gomes PDT | Caiado UNIÃO | Moro UNIÃO | Lima Sem partido | Tebet MDB | Silva REDE | Outros | Indecisos e Absentos                                                                                                   |      |      |      |      |   |      |
| ---------------------------------------------- | ------------------- | ------------------ | ----------------------------------- | --- | --- | --- | --- | --- | --- | --- | --- | --- | --- | --- | --- | --- | --- | --- | --- | --- | ---- | ---- | ---- | ---- | - | ---- |
| Contratante / Pesquisa Número de identificação | Data(s) de Pesquisa | Tamanho da Amostra | Margem de erro (pontos percentuais) | AtlasIntel | 26 Dez – 31 Dez | 2.873 | 2,0 | 42,5% | - | - | - | - | 6,9% | 33,2% | - | - | - | 2,9% | Outros | Indecisos e Absentos                                                                                                   | 1,4% | 1,3% | 2,1% | 0,9% | — | 8,8% |
| 41,2%                                          | -                   | -                  | -                                   | AtlasIntel | 26 Dez – 31 Dez | 2.873 | 2,0 | 23,5% | 7,9% | - | - | - | - | 6,2% | 4,6% | 4,3% | 2,4% | 2,0% | — | 7,9% |      |      |      |      |   |      |
| 11 Dez                                         | 11 Dez              | 11 Dez             | 11 Dez                              | O Tribunal Regional Eleitoral de Goiás (TRE-GO) declarou o governador do estado, Ronaldo Caiado inelegível por 8 anos. | O Tribunal Regional Eleitoral de Goiás (TRE-GO) declarou o governador do estado, Ronaldo Caiado inelegível por 8 anos. | O Tribunal Regional Eleitoral de Goiás (TRE-GO) declarou o governador do estado, Ronaldo Caiado inelegível por 8 anos. | O Tribunal Regional Eleitoral de Goiás (TRE-GO) declarou o governador do estado, Ronaldo Caiado inelegível por 8 anos. | O Tribunal Regional Eleitoral de Goiás (TRE-GO) declarou o governador do estado, Ronaldo Caiado inelegível por 8 anos. | O Tribunal Regional Eleitoral de Goiás (TRE-GO) declarou o governador do estado, Ronaldo Caiado inelegível por 8 anos. | O Tribunal Regional Eleitoral de Goiás (TRE-GO) declarou o governador do estado, Ronaldo Caiado inelegível por 8 anos. | O Tribunal Regional Eleitoral de Goiás (TRE-GO) declarou o governador do estado, Ronaldo Caiado inelegível por 8 anos. | O Tribunal Regional Eleitoral de Goiás (TRE-GO) declarou o governador do estado, Ronaldo Caiado inelegível por 8 anos. | O Tribunal Regional Eleitoral de Goiás (TRE-GO) declarou o governador do estado, Ronaldo Caiado inelegível por 8 anos. | O Tribunal Regional Eleitoral de Goiás (TRE-GO) declarou o governador do estado, Ronaldo Caiado inelegível por 8 anos. | O Tribunal Regional Eleitoral de Goiás (TRE-GO) declarou o governador do estado, Ronaldo Caiado inelegível por 8 anos. | O Tribunal Regional Eleitoral de Goiás (TRE-GO) declarou o governador do estado, Ronaldo Caiado inelegível por 8 anos. | O Tribunal Regional Eleitoral de Goiás (TRE-GO) declarou o governador do estado, Ronaldo Caiado inelegível por 8 anos. | O Tribunal Regional Eleitoral de Goiás (TRE-GO) declarou o governador do estado, Ronaldo Caiado inelegível por 8 anos. | O Tribunal Regional Eleitoral de Goiás (TRE-GO) declarou o governador do estado, Ronaldo Caiado inelegível por 8 anos. | O Tribunal Regional Eleitoral de Goiás (TRE-GO) declarou o governador do estado, Ronaldo Caiado inelegível por 8 anos. |      |      |      |      |   |      |
| Paraná Pesquisas                               | 21 Nov – 25 Nov     | 2.014              | 2,2                                 | 33,6% | - | 37,6% | - | - | - | - | - | - | 7,9% | 3,5% | - | - | 7,7% | - | — | 9,6% |      |      |      |      |   |      |
| Paraná Pesquisas                               | 21 Nov – 25 Nov     | 2.014              | 2,2                                 | 34,2% | - | - | 27,5% | - | - | - | - | - | 10,2% | 6,4% | - | - | 8,2% | - | — | 13,5% |      |      |      |      |   |      |
| Paraná Pesquisas                               | 21 Nov – 25 Nov     | 2.014              | 2,2                                 | 34,7% | - | - | - | - | - | 24,1% | - | - | 11,5% | 5,3% | - | - | 8,4% | - | — | 16,1% |      |      |      |      |   |      |
| Paraná Pesquisas                               | 21 Nov – 25 Nov     | 2.014              | 2,2                                 | 34,4% | - | - | - | - | - | - | 15,3% | - | 12,8% | 8,9% | - | - | 8,7% | - | — | 19,9% |      |      |      |      |   |      |
| Paraná Pesquisas                               | 21 Nov – 25 Nov     | 2.014              | 2,2                                 | 34,7% | - | - | - | - | - | - | - | 12,2% | 13,4% | 8,0% | - | - | 9,5% | - | — | 22,2% |      |      |      |      |   |      |
| Paraná Pesquisas                               | 21 Nov – 25 Nov     | 2.014              | 2,2                                 | - | 14,5% | 38,3% | - | - | - | - | - | - | 14,2% | 4,4% | - | - | 13% | - | — | 15,6% |      |      |      |      |   |      |
| Paraná Pesquisas                               | 21 Nov – 25 Nov     | 2.014              | 2,2                                 | - | 14,9% | - | 27,6% | - | - | - | - | - | 17% | 7,1% | - | - | 13,5% | - | — | 19,9% |      |      |      |      |   |      |
| Instituto França                               | 4 Nov – 13 Nov      | 1.654              | 2,4                                 | 28,9% | - | 25,2% | - | - | 7,4% | - | 1,9% | 4,0% | 6,6% | 1,4% | 4,0% | - | - | - | — | 20,6% |      |      |      |      |   |      |
| Instituto França                               | 4 Nov – 13 Nov      | 1.654              | 2,4                                 | 36,6% | - | - | - | - | 18,6% | 24,93% | - | - | - | - | - | - | - | - | — | 19,87% |      |      |      |      |   |      |
| CNT/MDA                                        | 7 Nov – 10 Nov      | 2.002              | 2,2                                 | 35,2% | - | 32,2% | - | - | 8,4% | - | - | - | 6,2% | - | - | - | 8% | - | — | 10% |      |      |      |      |   |      |
| CNT/MDA                                        | 7 Nov – 10 Nov      | 2.002              | 2,2                                 | 34,1% | - | - | 20,5% | - | 14,1% | - | - | - | 9,3% | - | - | - | 9,2% | - | — | 12,8% |      |      |      |      |   |      |
| CNT/MDA                                        | 7 Nov – 10 Nov      | 2.002              | 2,2                                 | 35,2% | - | - | - | - | 16,9% | 15% | - | - | 9,4% | - | - | - | 9,5% | - | — | 14% |      |      |      |      |   |      |
| Genial/Quaest                                  | 25 Set – 29 Set     | 2.000              | 2                                   | 32% | - | - | - | - | 18% | 15% | - | - | - | - | - | - | - | - | — | 36% |      |      |      |      |   |      |

#### De janeiro a agosto
| Contratante / Pesquisa Número de identificação | Data(s) de Pesquisa | Tamanho da Amostra | Margem de erro (pontos percentuais) |                  |                 |             |                       |             |           |           |              |           |            |           |              | Outros             | Indecisos e Absentos |   |      |      |   |   |       |
| Contratante / Pesquisa Número de identificação | Data(s) de Pesquisa | Tamanho da Amostra | Margem de erro (pontos percentuais) | Lula PT          | Bolsonaro PL    | Michelle PL | Tarcísio Republicanos | Ratinho PSD | Zema NOVO | Gomes PDT | Caiado UNIÃO | Tereza PP | Leite PSDB | Tebet MDB | Barbalho MDB | Outros             | Indecisos e Absentos |   |      |      |   |   |       |
| ---------------------------------------------- | ------------------- | ------------------ | ----------------------------------- | ---------------- | --------------- | ----------- | --------------------- | ----------- | --------- | --------- | ------------ | --------- | ---------- | --------- | ------------ | ------------------ | -------------------- | - | ---- | ---- | - | - | ----- |
| Contratante / Pesquisa Número de identificação | Data(s) de Pesquisa | Tamanho da Amostra | Margem de erro (pontos percentuais) | Paraná Pesquisas | 14 Ago – 18 Ago | 2.026       | 2,2                   | 36,3%       | 37,4%     | -         | -            | -         | -          | 6,8%      | -            | Outros             | Indecisos e Absentos | - | 1,8% | 6,2% | - | — | 11,5% |
| 37%                                            | -                   | 30,5%              | -                                   | Paraná Pesquisas | 14 Ago – 18 Ago | 2.026       | 2,2                   | -           | -         | 8,2%      | -            | -         | -          | -         | -            | —                  | -                    |   |      |      |   |   |       |
| 37,6%                                          | -                   | 23%                | -                                   | Paraná Pesquisas | 14 Ago – 18 Ago | 2.026       | 2,2                   | 5,1%        | 6,5%      | 9,3%      | 1,9%         | -         | -          | -         | 0,9%         | —                  | 15,6%                |   |      |      |   |   |       |
| 37,1%                                          | -                   | -                  | 25,4%                               | Paraná Pesquisas | 14 Ago – 18 Ago | 2.026       | 2,2                   | -           | -         | 10,1%     | -            | -         | -          | -         | -            | —                  | -                    |   |      |      |   |   |       |
| 37,4%                                          | -                   | -                  | 17,4%                               | Paraná Pesquisas | 14 Ago – 18 Ago | 2.026       | 2,2                   | 6,2%        | 5,8%      | 10,3%     | 2,1%         | -         | -          | -         | 1,1%         | —                  | 19,6%                |   |      |      |   |   |       |
| 37,4%                                          | -                   | -                  | -                                   | Paraná Pesquisas | 14 Ago – 18 Ago | 2.026       | 2,2                   | 16,1%       | -         | 11,1%     | -            | -         | 3,6%       | 8%        | -            | —                  | 28,8%                |   |      |      |   |   |       |
| 37,4%                                          | -                   | -                  | -                                   | Paraná Pesquisas | 14 Ago – 18 Ago | 2.026       | 2,2                   | -           | -         | 12%       | -            | 7,4%      | -          | 8,5%      | -            | —                  | 34,7%                |   |      |      |   |   |       |
| Paraná Pesquisas                               | 18 Jul – 22 Jul     | 2.020              | 2,2                                 | 38,3%            | 36,9%           | -           | -                     | -           | -         | 7,9%      | 3,0%         | -         | 1,9%       | -         | 0,5%         | —                  | 11,6%                |   |      |      |   |   |       |
| Paraná Pesquisas                               | 18 Jul – 22 Jul     | 2.020              | 2,2                                 | 38,7%            | -               | 30,3%       | -                     | -           | -         | 9,1%      | 4,5%         | -         | 2,3%       | -         | 0,6%         | —                  | 14,5%                |   |      |      |   |   |       |
| Paraná Pesquisas                               | 18 Jul – 22 Jul     | 2.020              | 2,2                                 | 38,9%            | -               | -           | 24,4%                 | -           | -         | 11,8%     | 4,0%         | -         | 2,7%       | -         | 0,6%         | —                  | 17,6%                |   |      |      |   |   |       |
| Paraná Pesquisas                               | 18 Jul – 22 Jul     | 2.020              | 2,2                                 | 39%              | -               | -           | -                     | 14,2%       | -         | 12,4%     | 7,5%         | -         | 3,3%       | -         | 0,7%         | —                  | 22,8%                |   |      |      |   |   |       |
| Paraná Pesquisas                               | 18 Jul – 22 Jul     | 2.020              | 2,2                                 | 37,2%            | -               | -           | -                     | -           | 13,1%     | 13,3%     | 6,7%         | -         | 3,5%       | -         | 0,8%         | —                  | 23,9%                |   |      |      |   |   |       |
| Paraná Pesquisas                               | 27 Abr – 1 Mai      | 2.020              | 2,2                                 | 36%              | 38,8%           | -           | -                     | -           | -         | 8,4%      | -            | -         | 3,4%       | -         | 1,0%         | —                  | 11,3%                |   |      |      |   |   |       |
| Paraná Pesquisas                               | 27 Abr – 1 Mai      | 2.020              | 2,2                                 | 36,6%            | -               | 33%         | -                     | -           | -         | 10,1%     | -            | -         | 3,8%       | -         | 1,4%         | —                  | 15%                  |   |      |      |   |   |       |
| Paraná Pesquisas                               | 27 Abr – 1 Mai      | 2.020              | 2,2                                 | 36,9%            | -               | -           | 25,6%                 | -           | -         | 11,8%     | -            | -         | 3,8%       | -         | 1,3%         | —                  | 20,7%                |   |      |      |   |   |       |
| Paraná Pesquisas                               | 27 Abr – 1 Mai      | 2.020              | 2,2                                 | 36,3%            | -               | -           | -                     | 17,6%       | -         | 13,8%     | -            | -         | 4,9%       | -         | 1,6%         | —                  | 25,9%                |   |      |      |   |   |       |
| Paraná Pesquisas                               | 27 Abr – 1 Mai      | 2.020              | 2,2                                 | 37,2%            | -               | -           | -                     | -           | 14,9%     | 14,8%     | -            | -         | 5,1%       | -         | 1,8%         | —                  | 26,3%                |   |      |      |   |   |       |
| Paraná Pesquisas                               | 27 Abr – 1 Mai      | 2.020              | 2,2                                 | 37,2%            | -               | -           | -                     | -           | -         | 14,7%     | 10,9%        | -         | 5,6%       | -         | 1,7%         | —                  | 29,8%                |   |      |      |   |   |       |
| Paraná Pesquisas                               | 27 Abr – 1 Mai      | 2.020              | 2,2                                 | 36,9%            | -               | -           | -                     | -           | -         | 15,2%     | -            | 8,4%      | 6,5%       | -         | 1,9%         | —                  | 31%                  |   |      |      |   |   |       |
| Paraná Pesquisas                               | 18 Mar – 22 Mar     | 2.020              | 2,2                                 | 35,3%            | 37,1%           | -           | -                     | -           | -         | 7,5%      | -            | -         | 1,8%       | 6,1%      | -            | —                  | 12,2%                |   |      |      |   |   |       |
| Paraná Pesquisas                               | 18 Mar – 22 Mar     | 2.020              | 2,2                                 | 36,0%            | -               | 30,9%       | -                     | -           | -         | 8,7%      | -            | -         | 2,2%       | 6,9%      | -            | —                  | 15,2%                |   |      |      |   |   |       |
| Paraná Pesquisas                               | 18 Mar – 22 Mar     | 2.020              | 2,2                                 | 36,2%            | -               | -           | 23,3%                 | -           | -         | 11,0%     | -            | -         | 2,2%       | 8,2%      | -            | —                  | 19,2%                |   |      |      |   |   |       |
| Paraná Pesquisas                               | 18 Mar – 22 Mar     | 2.020              | 2,2                                 | 36,6%            | -               | -           | -                     | 14,6%       | -         | 12,9%     | -            | -         | 3,0%       | 8,3%      | -            | —                  | 24,6%                |   |      |      |   |   |       |
| Paraná Pesquisas                               | 18 Mar – 22 Mar     | 2.020              | 2,2                                 | 36,8%            | -               | -           | -                     | -           | 14,1%     | 12,8%     | -            | -         | 3,3%       | 8,6%      | -            | —                  | 24,4%                |   |      |      |   |   |       |
| Paraná Pesquisas                               | 18 Mar – 22 Mar     | 2.020              | 2,2                                 | 36,3%            | -               | -           | -                     | -           | -         | 13,9%     | 7,7%         | -         | 3,9%       | 9%        | -            | —                  | 29,3%                |   |      |      |   |   |       |
| Paraná Pesquisas                               | 18 Mar – 22 Mar     | 2.020              | 2,2                                 | 36,6%            | -               | -           | -                     | -           | -         | 13,6%     | -            | 7%        | 4,2%       | 8,9%      | -            | —                  | 29,7%                |   |      |      |   |   |       |
| Paraná Pesquisas                               | 18 Mar – 22 Mar     | 2.020              | 2,2                                 | 36,9%            | -               | -           | -                     | -           | -         | 14%       | -            | -         | 4,4%       | 9,4%      | -            | 3,4% Nogueira (PP) | 32,1%                |   |      |      |   |   |       |
| Paraná Pesquisas                               | 24 Jan – 28 Jan     | 2.020              | 2,2                                 | 36,9%            | 33,8%           | -           | -                     | 3,9%        | 3,9%      | 7,8%      | 1,2%         | -         | -          | -         | 0,8%         | —                  | 11,7%                |   |      |      |   |   |       |
| Paraná Pesquisas                               | 24 Jan – 28 Jan     | 2.020              | 2,2                                 | 37,6%            | -               | 23,0%       | -                     | 5,1%        | 6,5%      | 9,3%      | 1,9%         | -         | -          | -         | 0,9%         | —                  | 15,6%                |   |      |      |   |   |       |
| Paraná Pesquisas                               | 24 Jan – 28 Jan     | 2.020              | 2,2                                 | 37,6%            | -               | -           | 17,4%                 | 6,2%        | 5,8%      | 10,3%     | 2,1%         | -         | -          | -         | 1,1%         | —                  | 19,6%                |   |      |      |   |   |       |

### 2023
| Paraná Pesquisas | 29 Set – 3 Out | 2.020  | 2,2    | 36,6%                                                                                     | 12,7%                                                                                     | 4,6%                                                                                      | 5,7%                                                                                      | 6,3%                                                                                      | 6,7%                                                                                      | 1,2%                                                                                      | 1,9%                                                                                      | 2,1%                                                                                      | 7,4%                                                                                      | —                                                                                         | 14,9%                                                                                     |                                                                                           |                                                                                           |
| Paraná Pesquisas | 29 Set – 3 Out | 2.020  | 2,2    | 37,6%                                                                                     | 18,9%                                                                                     | -                                                                                         | -                                                                                         | 8,7%                                                                                      | -                                                                                         | -                                                                                         | -                                                                                         | 3,7%                                                                                      | 9%                                                                                        | —                                                                                         | 22,2%                                                                                     |                                                                                           |                                                                                           |
| Paraná Pesquisas | 29 Set – 3 Out | 2.020  | 2,2    | 37,6%                                                                                     | -                                                                                         | 15,3%                                                                                     | -                                                                                         | 8,8%                                                                                      | -                                                                                         | -                                                                                         | -                                                                                         | 4%                                                                                        | 8,8%                                                                                      | —                                                                                         | 15,5%                                                                                     |                                                                                           |                                                                                           |
| Paraná Pesquisas | 29 Set – 3 Out | 2.020  | 2,2    | 37,7%                                                                                     | -                                                                                         | -                                                                                         | 12,8%                                                                                     | 9,2%                                                                                      | -                                                                                         | -                                                                                         | -                                                                                         | 4,1%                                                                                      | 8,7%                                                                                      | —                                                                                         | 27,4%                                                                                     |                                                                                           |                                                                                           |
| 30 Jun           | 30 Jun         | 30 Jun | 30 Jun | O Tribunal Superior Eleitoral (TSE) declarou o Jair Bolsonaro (PL) inelegível por 8 anos. | O Tribunal Superior Eleitoral (TSE) declarou o Jair Bolsonaro (PL) inelegível por 8 anos. | O Tribunal Superior Eleitoral (TSE) declarou o Jair Bolsonaro (PL) inelegível por 8 anos. | O Tribunal Superior Eleitoral (TSE) declarou o Jair Bolsonaro (PL) inelegível por 8 anos. | O Tribunal Superior Eleitoral (TSE) declarou o Jair Bolsonaro (PL) inelegível por 8 anos. | O Tribunal Superior Eleitoral (TSE) declarou o Jair Bolsonaro (PL) inelegível por 8 anos. | O Tribunal Superior Eleitoral (TSE) declarou o Jair Bolsonaro (PL) inelegível por 8 anos. | O Tribunal Superior Eleitoral (TSE) declarou o Jair Bolsonaro (PL) inelegível por 8 anos. | O Tribunal Superior Eleitoral (TSE) declarou o Jair Bolsonaro (PL) inelegível por 8 anos. | O Tribunal Superior Eleitoral (TSE) declarou o Jair Bolsonaro (PL) inelegível por 8 anos. | O Tribunal Superior Eleitoral (TSE) declarou o Jair Bolsonaro (PL) inelegível por 8 anos. | O Tribunal Superior Eleitoral (TSE) declarou o Jair Bolsonaro (PL) inelegível por 8 anos. | O Tribunal Superior Eleitoral (TSE) declarou o Jair Bolsonaro (PL) inelegível por 8 anos. | O Tribunal Superior Eleitoral (TSE) declarou o Jair Bolsonaro (PL) inelegível por 8 anos. |

## Segundo turno

### Lula e Bolsonaro

#### 2025
| Contratante / Pesquisa Número de identificação | Data(s) de Pesquisa | Tamanho da Amostra | Margem de erro (pontos percentuais) |           |                 | Indecisos e Absentos | Vantagem |       |     |     |     |     |    |
| Contratante / Pesquisa Número de identificação | Data(s) de Pesquisa | Tamanho da Amostra | Margem de erro (pontos percentuais) | Lula PT   | Bolsonaro PL    | Indecisos e Absentos | Vantagem |       |     |     |     |     |    |
| ---------------------------------------------- | ------------------- | ------------------ | ----------------------------------- | --------- | --------------- | -------------------- | -------- | ----- | --- | --- | --- | --- | -- |
| Contratante / Pesquisa Número de identificação | Data(s) de Pesquisa | Tamanho da Amostra | Margem de erro (pontos percentuais) | Datafolha | 29 Jul - 30 Jul | Indecisos e Absentos | Vantagem | 2.004 | 2,0 | 47% | 43% | 10% | 4% |
| Gerp                                           | 25 Jul - 29 Jul     | 2.000              | 2,24                                | 38%       | 49%             | 12%                  | 11%      |       |     |     |     |     |    |
| AtlasIntel                                     | 25 Jul - 28 Jul     | 7.334              | 1,0                                 | 50,1%     | 46,3%           | 3,6%                 | 3,8%     |       |     |     |     |     |    |
| Genial/Quaest                                  | 10 Jul - 14 Jul     | 2.004              | 2,0                                 | 43%       | 37%             | 20%                  | 6%       |       |     |     |     |     |    |
| AtlasIntel                                     | 27 Jun - 30 Jun     | 2.621              | 2,0                                 | 47,8%     | 48,6%           | 3,6%                 | 0,8%     |       |     |     |     |     |    |
| Gerp                                           | 23 Jun - 30 Jun     | 2.000              | 2,24                                | 32%       | 52%             | 16%                  | 20%      |       |     |     |     |     |    |
| Neokemp                                        | 25 Jun - 27 Jun     | 2.020              | 2,2                                 | 41,5%     | 44,0%           | 14,6%                | 2,5%     |       |     |     |     |     |    |
| Futura Inteligência                            | 12 Jun - 23 Jun     | 2.000              | 2,2                                 | 37,4%     | 50,0%           | 12,6%                | 12,6%    |       |     |     |     |     |    |
| Paraná Pesquisas                               | 18 Jun – 22 Jun     | 2.020              | 2,2                                 | 39,7%     | 46,5%           | 13,8%                | 6,8%     |       |     |     |     |     |    |
| CNT/MDA                                        | 11 Jun - 15 Jun     | 2.002              | 2,2                                 | 41,4%     | 43,9%           | 14,7%                | 2,5%     |       |     |     |     |     |    |
| Datafolha                                      | 10 Jun - 11 Jun     | 2.004              | 2,0                                 | 44%       | 45%             | 11%                  | 1%       |       |     |     |     |     |    |
| Futura/Inteligência                            | 2 Jun - 4 Jun       | 1.001              | 3,1                                 | 39,9%     | 48,4%           | 11,7%                | 8,5%     |       |     |     |     |     |    |
| Genial/Quaest                                  | 29 Mai - 1 Jun      | 2.004              | 2,0                                 | 41%       | 41%             | 18%                  | 0%       |       |     |     |     |     |    |
| AtlasIntel                                     | 19 Mai - 23 Mai     | 4.399              | 1                                   | 45,5%     | 47,5%           | 7,0%                 | 2%       |       |     |     |     |     |    |
| AtlasIntel                                     | 20 Abr - 24 Abr     | 5.419              | 1                                   | 48,5%     | 46,4%           | 5,2%                 | 2,1%     |       |     |     |     |     |    |
| Paraná Pesquisas                               | 16 Abr – 19 Abr     | 2.020              | 2,2                                 | 40,4%     | 46%             | 13,6%                | 5,6%     |       |     |     |     |     |    |
| DataFolha                                      | 1 Abr – 3 Abr       | 3.054              | 2                                   | 49%       | 40%             | 11%                  | 9%       |       |     |     |     |     |    |
| Genial/Quaest                                  | 27 Mar – 31 Mar     | 2.004              | 2,0                                 | 44%       | 40%             | 16%                  | 4%       |       |     |     |     |     |    |
| AtlasIntel                                     | 20 Mar - 24 Mar     | 4.659              | 1                                   | 46%       | 48%             | 6%                   | 2%       |       |     |     |     |     |    |
| Futura/Inteligência                            | 19 Mar – 22 Mar     | 1.000              | 3,1                                 | 37,3%     | 51,1%           | 11,6%                | 13,8%    |       |     |     |     |     |    |
| AtlasIntel                                     | 24 Fev – 27 Fev     | 5.710              | 1                                   | 48%       | 49%             | 4%                   | 1%       |       |     |     |     |     |    |
| CNT/MDA                                        | 19 Fev – 23 Fev     | 2.002              | 2,2                                 | 41,6%     | 43,4%           | 15%                  | 1,8%     |       |     |     |     |     |    |
| Paraná Pesquisas                               | 13 Fev - 16 Fev     | 2.010              | 2,2                                 | 40,2%     | 45,1%           | 14,7%                | 4,9%     |       |     |     |     |     |    |
| AtlasIntel                                     | 27 Jan - 31 Jan     | 3.125              | 2                                   | 47,6%     | 43,4%           | 9%                   | 4,2%     |       |     |     |     |     |    |
| Paraná Pesquisas                               | 7 Jan - 10 Jan      | 2.018              | 2,2                                 | 42,2%     | 45,7%           | 12,1%                | 3,5%     |       |     |     |     |     |    |

#### 2024
| Contratante / Pesquisa Número de identificação | Data(s) de Pesquisa | Tamanho da Amostra | Margem de erro (pontos percentuais) |            |                 | Indecisos e Absentos | Vantagem |       |     |     |     |    |    |
| Contratante / Pesquisa Número de identificação | Data(s) de Pesquisa | Tamanho da Amostra | Margem de erro (pontos percentuais) | Lula PT    | Bolsonaro PL    | Indecisos e Absentos | Vantagem |       |     |     |     |    |    |
| ---------------------------------------------- | ------------------- | ------------------ | ----------------------------------- | ---------- | --------------- | -------------------- | -------- | ----- | --- | --- | --- | -- | -- |
| Contratante / Pesquisa Número de identificação | Data(s) de Pesquisa | Tamanho da Amostra | Margem de erro (pontos percentuais) | AtlasIntel | 26 Dez - 31 Dez | Indecisos e Absentos | Vantagem | 2.873 | 2,0 | 49% | 43% | 8% | 6% |
| Genial/Quaest                                  | 4 Dez – 9 Dez       | 8.598              | 1,0                                 | 51%        | 35%             | 14%                  | 16%      |       |     |     |     |    |    |
| Paraná Pesquisas                               | 21 Nov – 25 Nov     | 2.014              | 2,2                                 | 41,9%      | 43,7%           | 16,4%                | 1,8%     |       |     |     |     |    |    |
| Paraná Pesquisas                               | 14 Ago – 18 Ago     | 2.026              | 2,2                                 | 42,3%      | 41,4%           | 16,3%                | 0,9%     |       |     |     |     |    |    |
| Paraná Pesquisas                               | 18 Jul – 22 Jul     | 2.020              | 2,2                                 | 44,1%      | 41,9%           | 13%                  | 2,2%     |       |     |     |     |    |    |
| Paraná Pesquisas                               | 27 Abr – 1 Mai      | 2.020              | 2,2                                 | 41,7%      | 42%             | 16,3%                | 0,3%     |       |     |     |     |    |    |
| Paraná Pesquisas                               | 18 Mar – 22 Mar     | 2.020              | 2,2                                 | 41,6%      | 41,7%           | 16,7%                | 0,1%     |       |     |     |     |    |    |
| Paraná Pesquisas                               | 24 Jan – 28 Jan     | 2.020              | 2,2                                 | 43,9%      | 41,9%           | 14,3%                | 2%       |       |     |     |     |    |    |

#### 2023
| Futura/Inteligência | 14 Jul –17 Jul | 1.000  | 3,1    | 56,3%                                                                                     | 43,7%                                                                                     | 7,3%                                                                                      | 12,6%                                                                                     |                                                                                           |                                                                                           |                                                                                           |                                                                                           |                                                                                           |                                                                                           |                                                                                           |                                                                                           |                                                                                           |                                                                                           |
| 30 Jun              | 30 Jun         | 30 Jun | 30 Jun | O Tribunal Superior Eleitoral (TSE) declarou o Jair Bolsonaro (PL) inelegível por 8 anos. | O Tribunal Superior Eleitoral (TSE) declarou o Jair Bolsonaro (PL) inelegível por 8 anos. | O Tribunal Superior Eleitoral (TSE) declarou o Jair Bolsonaro (PL) inelegível por 8 anos. | O Tribunal Superior Eleitoral (TSE) declarou o Jair Bolsonaro (PL) inelegível por 8 anos. | O Tribunal Superior Eleitoral (TSE) declarou o Jair Bolsonaro (PL) inelegível por 8 anos. | O Tribunal Superior Eleitoral (TSE) declarou o Jair Bolsonaro (PL) inelegível por 8 anos. | O Tribunal Superior Eleitoral (TSE) declarou o Jair Bolsonaro (PL) inelegível por 8 anos. | O Tribunal Superior Eleitoral (TSE) declarou o Jair Bolsonaro (PL) inelegível por 8 anos. | O Tribunal Superior Eleitoral (TSE) declarou o Jair Bolsonaro (PL) inelegível por 8 anos. | O Tribunal Superior Eleitoral (TSE) declarou o Jair Bolsonaro (PL) inelegível por 8 anos. | O Tribunal Superior Eleitoral (TSE) declarou o Jair Bolsonaro (PL) inelegível por 8 anos. | O Tribunal Superior Eleitoral (TSE) declarou o Jair Bolsonaro (PL) inelegível por 8 anos. | O Tribunal Superior Eleitoral (TSE) declarou o Jair Bolsonaro (PL) inelegível por 8 anos. | O Tribunal Superior Eleitoral (TSE) declarou o Jair Bolsonaro (PL) inelegível por 8 anos. |

### Lula e Michelle

#### 2025
| Contratante / Pesquisa Número de identificação | Data(s) de Pesquisa | Tamanho da Amostra | Margem de erro (pontos percentuais) |           |                 | Indecisos e Absentos | Vantagem |       |     |     |     |     |    |
| Contratante / Pesquisa Número de identificação | Data(s) de Pesquisa | Tamanho da Amostra | Margem de erro (pontos percentuais) | Lula PT   | Michelle PL     | Indecisos e Absentos | Vantagem |       |     |     |     |     |    |
| ---------------------------------------------- | ------------------- | ------------------ | ----------------------------------- | --------- | --------------- | -------------------- | -------- | ----- | --- | --- | --- | --- | -- |
| Contratante / Pesquisa Número de identificação | Data(s) de Pesquisa | Tamanho da Amostra | Margem de erro (pontos percentuais) | Datafolha | 29 Jul - 30 Jul | Indecisos e Absentos | Vantagem | 2.004 | 2,0 | 48% | 40% | 12% | 8% |
| Gerp                                           | 25 Jul - 29 Jul     | 2.000              | 2,24                                | 38%       | 46%             | 16%                  | 8%       |       |     |     |     |     |    |
| AtlasIntel                                     | 25 Jul - 28 Jul     | 7.334              | 1,0                                 | 50,6%     | 45,9%           | 3,4%                 | 4,7%     |       |     |     |     |     |    |
| Genial/Quaest                                  | 10 Jul - 14 Jul     | 2.004              | 2,0                                 | 43%       | 36%             | 18%                  | 7%       |       |     |     |     |     |    |
| AtlasIntel                                     | 27 Jun - 30 Jun     | 2.621              | 2,0                                 | 48,0%     | 47,5%           | 4,5%                 | 0,5%     |       |     |     |     |     |    |
| Gerp                                           | 23 Jun - 30 Jun     | 2.000              | 2,24                                | 34%       | 46%             | 20%                  | 12%      |       |     |     |     |     |    |
| Neokemp                                        | 25 Jun - 27 Jun     | 2.020              | 2,2                                 | 40,2%     | 41,8%           | 17,9%                | 1,6%     |       |     |     |     |     |    |
| Futura Inteligência                            | 12 Jun - 23 Jun     | 2.000              | 2,2                                 | 38,0%     | 48,4%           | 13,6%                | 10,4%    |       |     |     |     |     |    |
| Paraná Pesquisas                               | 18 Jun – 22 Jun     | 2.020              | 2,2                                 | 40,6%     | 44,4%           | 15%                  | 3,8%     |       |     |     |     |     |    |
| Datafolha                                      | 10 Jun - 11 Jun     | 2.004              | 2,0                                 | 46%       | 42%             | 12%                  | 4%       |       |     |     |     |     |    |
| Futura/Inteligência                            | 2 Jun - 4 Jun       | 1.001              | 3,1                                 | 40,9%     | 46,2%           | 13%                  | 5,3%     |       |     |     |     |     |    |
| Genial/Quaest                                  | 29 Mai - 1 Jun      | 2.004              | 2,0                                 | 43%       | 39%             | 18%                  | 4%       |       |     |     |     |     |    |
| AtlasIntel                                     | 19 Mai - 23 Mai     | 4.399              | 1                                   | 45,3%     | 49,8%           | 4,9%                 | 4,5%     |       |     |     |     |     |    |
| AtlasIntel                                     | 20 Abr - 24 Abr     | 5.419              | 1                                   | 46,6%     | 46,1%           | 7,3%                 | 0,5%     |       |     |     |     |     |    |
| Paraná Pesquisas                               | 16 Abr – 19 Abr     | 2.020              | 2,2                                 | 41%       | 45%             | 15%                  | 4%       |       |     |     |     |     |    |
| DataFolha                                      | 1 Abr – 3 Abr       | 3.054              | 2                                   | 50%       | 38%             | 12%                  | 12%      |       |     |     |     |     |    |
| Genial/Quaest                                  | 27 Mar – 31 Mar     | 2.004              | 2,0                                 | 44%       | 38%             | 18%                  | 6%       |       |     |     |     |     |    |
| Futura/Inteligência                            | 19 Mar – 22 Mar     | 1.000              | 3,1                                 | 37,3%     | 48,5%           | 14,1%                | 11,2%    |       |     |     |     |     |    |
| Paraná Pesquisas                               | 13 Fev - 16 Fev     | 2.010              | 2,2                                 | 40,5%     | 42,9%           | 16,6%                | 2,4%     |       |     |     |     |     |    |
| Paraná Pesquisas                               | 7 Jan - 10 Jan      | 2.018              | 2,2                                 | 43,1%     | 42,2%           | 14,8%                | 0,9%     |       |     |     |     |     |    |

#### 2024
| Contratante / Pesquisa Número de identificação | Data(s) de Pesquisa | Tamanho da Amostra | Margem de erro (pontos percentuais) |                  |                 | Indecisos e Absentos | Vantagem |       |     |       |       |       |      |
| Contratante / Pesquisa Número de identificação | Data(s) de Pesquisa | Tamanho da Amostra | Margem de erro (pontos percentuais) | Lula PT          | Michelle PL     | Indecisos e Absentos | Vantagem |       |     |       |       |       |      |
| ---------------------------------------------- | ------------------- | ------------------ | ----------------------------------- | ---------------- | --------------- | -------------------- | -------- | ----- | --- | ----- | ----- | ----- | ---- |
| Contratante / Pesquisa Número de identificação | Data(s) de Pesquisa | Tamanho da Amostra | Margem de erro (pontos percentuais) | Paraná Pesquisas | 21 Nov – 25 Nov | Indecisos e Absentos | Vantagem | 2.014 | 2,2 | 42,7% | 40,8% | 16,6% | 1,9% |
| Paraná Pesquisas                               | 14 Ago – 18 Ago     | 2.026              | 2,2                                 | 45%              | 41,8%           | 13,2%                | 3,2%     |       |     |       |       |       |      |
| Paraná Pesquisas                               | 18 Jul – 22 Jul     | 2.020              | 2,2                                 | 43,8%            | 40,3%           | 16%                  | 3,5%     |       |     |       |       |       |      |
| Paraná Pesquisas                               | 27 Abr – 1 Mai      | 2.020              | 2,2                                 | 42%              | 40,1%           | 17,9%                | 1,9%     |       |     |       |       |       |      |
| Paraná Pesquisas                               | 18 Mar – 22 Mar     | 2.020              | 2,2                                 | 44,5%            | 43,4%           | 12,2%                | 1,1%     |       |     |       |       |       |      |
| Paraná Pesquisas                               | 24 Jan – 28 Jan     | 2.020              | 2,2                                 | 45,4%            | 38,7%           | 15,8%                | 6,7%     |       |     |       |       |       |      |

### Lula e Tarcísio

#### 2025
| Contratante / Pesquisa Número de identificação | Data(s) de Pesquisa | Tamanho da Amostra | Margem de erro (pontos percentuais) |           |                       | Indecisos e Absentos | Vantagem |       |     |     |     |     |    |
| Contratante / Pesquisa Número de identificação | Data(s) de Pesquisa | Tamanho da Amostra | Margem de erro (pontos percentuais) | Lula PT   | Tarcísio Republicanos | Indecisos e Absentos | Vantagem |       |     |     |     |     |    |
| ---------------------------------------------- | ------------------- | ------------------ | ----------------------------------- | --------- | --------------------- | -------------------- | -------- | ----- | --- | --- | --- | --- | -- |
| Contratante / Pesquisa Número de identificação | Data(s) de Pesquisa | Tamanho da Amostra | Margem de erro (pontos percentuais) | Datafolha | 29 Jul - 30 Jul       | Indecisos e Absentos | Vantagem | 2.004 | 2,0 | 45% | 41% | 14% | 4% |
| Gerp                                           | 25 Jul - 29 Jul     | 2.000              | 2,24                                | 39%       | 41%                   | 21%                  | 2%       |       |     |     |     |     |    |
| AtlasIntel                                     | 25 Jul - 28 Jul     | 7.334              | 1,0                                 | 50,4%     | 46,6%                 | 3,0%                 | 3,8%     |       |     |     |     |     |    |
| Genial/Quaest                                  | 10 Jul - 14 Jul     | 2.004              | 2,0                                 | 41%       | 37%                   | 23%                  | 4%       |       |     |     |     |     |    |
| AtlasIntel                                     | 27 Jun - 30 Jun     | 2.621              | 2,0                                 | 47,6%     | 46,9%                 | 5,5%                 | 0,7%     |       |     |     |     |     |    |
| Gerp                                           | 23 Jun - 30 Jun     | 2.000              | 2,24                                | 31%       | 47%                   | 21%                  | 16%      |       |     |     |     |     |    |
| Neokemp                                        | 25 Jun - 27 Jun     | 2.020              | 2,2                                 | 41,7%     | 46,5%                 | 11,9%                | 4,8%     |       |     |     |     |     |    |
| Futura Inteligência                            | 12 Jun - 23 Jun     | 2.000              | 2,2                                 | 34,9%     | 46,5%                 | 18,6%                | 11,6%    |       |     |     |     |     |    |
| Paraná Pesquisas                               | 18 Jun – 22 Jun     | 2.020              | 2,2                                 | 40,1%     | 43,6%                 | 16,2%                | 3,5%     |       |     |     |     |     |    |
| CNT/MDA                                        | 11 Jun - 15 Jun     | 2.002              | 2,2                                 | 41,1%     | 40,4%                 | 18,5%                | 0,7%     |       |     |     |     |     |    |
| Datafolha                                      | 10 Jun - 11 Jun     | 2.004              | 2,0                                 | 43%       | 42%                   | 15%                  | 1%       |       |     |     |     |     |    |
| Futura/Inteligência                            | 2 Jun - 4 Jun       | 1.001              | 3,1                                 | 41%       | 41%                   | 17,9%                | 0%       |       |     |     |     |     |    |
| Genial/Quaest                                  | 29 Mai - 1 Jun      | 2.004              | 2,0                                 | 41%       | 40%                   | 19%                  | 1%       |       |     |     |     |     |    |
| AtlasIntel                                     | 19 Mai - 23 Mai     | 4.399              | 1                                   | 45,1%     | 48,9%                 | 6,0%                 | 3,8%     |       |     |     |     |     |    |
| Quantivus                                      | 05 Mai - 16 Mai     | 2.179              | 2,1                                 | 38,5%     | 44,7%                 | 16,8%                | 6,2%     |       |     |     |     |     |    |
| AtlasIntel                                     | 20 Abr - 24 Abr     | 5.419              | 1                                   | 46,7%     | 46,7%                 | 6,6%                 | 0%       |       |     |     |     |     |    |
| Paraná Pesquisas                               | 16 Abr – 19 Abr     | 2.020              | 2,2                                 | 40,6%     | 43,4%                 | 16%                  | 2,8%     |       |     |     |     |     |    |
| DataFolha                                      | 1 Abr – 3 Abr       | 3.054              | 2                                   | 48%       | 39%                   | 14%                  | 9%       |       |     |     |     |     |    |
| Genial/Quaest                                  | 27 Mar – 31 Mar     | 2.004              | 2,0                                 | 43%       | 37%                   | 20%                  | 6%       |       |     |     |     |     |    |
| AtlasIntel                                     | 20 Mar - 24 Mar     | 4.659              | 1                                   | 46%       | 47%                   | 7%                   | 1%       |       |     |     |     |     |    |
| Futura/Inteligência                            | 19 Mar – 22 Mar     | 1.000              | 3,1                                 | 37,6%     | 42,3%                 | 20,1%                | 4,7%     |       |     |     |     |     |    |
| AtlasIntel                                     | 24 Fev – 27 Fev     | 5.710              | 1                                   | 47%       | 49%                   | 4%                   | 2%       |       |     |     |     |     |    |
| CNT/MDA                                        | 19 Fev – 23 Fev     | 2.002              | 2,2                                 | 41,2%     | 40,7%                 | 18,1%                | 0,5%     |       |     |     |     |     |    |
| Paraná Pesquisas                               | 13 Fev - 16 Fev     | 2.010              | 2,2                                 | 41,1%     | 40,8%                 | 18,1%                | 0,3%     |       |     |     |     |     |    |
| AtlasIntel                                     | 27 Jan - 31 Jan     | 3.125              | 2                                   | 45,7%     | 44,7%                 | 9,6%                 | 1%       |       |     |     |     |     |    |
| Genial/Quaest                                  | 23 Jan - 26 Jan     | 4.500              | 1                                   | 43%       | 34%                   | 23%                  | 9%       |       |     |     |     |     |    |
| Paraná Pesquisas                               | 7 Jan - 10 Jan      | 2.018              | 2,2                                 | 43,4%     | 40,6%                 | 16,0%                | 2,8%     |       |     |     |     |     |    |

#### 2024
| Contratante / Pesquisa Número de identificação | Data(s) de Pesquisa | Tamanho da Amostra | Margem de erro (pontos percentuais) |            |                       | Indecisos e Absentos | Vantagem |       |     |     |     |     |     |
| Contratante / Pesquisa Número de identificação | Data(s) de Pesquisa | Tamanho da Amostra | Margem de erro (pontos percentuais) | Lula PT    | Tarcísio Republicanos | Indecisos e Absentos | Vantagem |       |     |     |     |     |     |
| ---------------------------------------------- | ------------------- | ------------------ | ----------------------------------- | ---------- | --------------------- | -------------------- | -------- | ----- | --- | --- | --- | --- | --- |
| Contratante / Pesquisa Número de identificação | Data(s) de Pesquisa | Tamanho da Amostra | Margem de erro (pontos percentuais) | AtlasIntel | 26 Dez - 31 Dez       | Indecisos e Absentos | Vantagem | 2.873 | 2,0 | 49% | 39% | 12% | 10% |
| Genial/Quaest                                  | 4 Dez – 9 Dez       | 8.598              | 1,0                                 | 52%        | 26%                   | 22%                  | 26%      |       |     |     |     |     |     |
| Paraná Pesquisas                               | 21 Nov – 25 Nov     | 2.014              | 2,2                                 | 43%        | 39,2%                 | 17,8%                | 3,8%     |       |     |     |     |     |     |
| Paraná Pesquisas                               | 14 Ago – 18 Ago     | 2.026              | 2,2                                 | 44,9%      | 39,8%                 | 15,3%                | 5,1%     |       |     |     |     |     |     |
| Paraná Pesquisas                               | 18 Jul – 22 Jul     | 2.020              | 2,2                                 | 44,2%      | 38,5%                 | 17,3%                | 5,7%     |       |     |     |     |     |     |
| Genial/Quaest                                  | 2 Mai – 6 Mai       | 2.045              | 2,2                                 | 46%        | 40%                   | 14%                  | 6%       |       |     |     |     |     |     |
| Paraná Pesquisas                               | 27 Abr – 1 Mai      | 2.020              | 2,2                                 | 41,7%      | 36,6%                 | 21,6%                | 5,1%     |       |     |     |     |     |     |
| Paraná Pesquisas                               | 18 Mar – 22 Mar     | 2.020              | 2,2                                 | 43,9%      | 40,8%                 | 15,3%                | 3,1%     |       |     |     |     |     |     |
| Paraná Pesquisas                               | 24 Jan – 28 Jan     | 2.020              | 2,2                                 | 45,8%      | 34,6%                 | 19,6%                | 11,2%    |       |     |     |     |     |     |

#### 2023
| Contratante / Pesquisa Número de identificação | Data(s) de Pesquisa | Tamanho da Amostra | Margem de erro (pontos percentuais) |                     |                       | Indecisos e Absentos | Vantagem |       |     |       |       |      |       |
| Contratante / Pesquisa Número de identificação | Data(s) de Pesquisa | Tamanho da Amostra | Margem de erro (pontos percentuais) | Lula PT             | Tarcísio Republicanos | Indecisos e Absentos | Vantagem |       |     |       |       |      |       |
| ---------------------------------------------- | ------------------- | ------------------ | ----------------------------------- | ------------------- | --------------------- | -------------------- | -------- | ----- | --- | ----- | ----- | ---- | ----- |
| Contratante / Pesquisa Número de identificação | Data(s) de Pesquisa | Tamanho da Amostra | Margem de erro (pontos percentuais) | Futura Inteligência | 14 Jul –17 Jul        | Indecisos e Absentos | Vantagem | 1.000 | 3,1 | 57,2% | 42,8% | 7,7% | 14,4% |

### Lula e Eduardo Bolsonaro

#### 2025
| Contratante / Pesquisa Número de identificação | Data(s) de Pesquisa | Tamanho da Amostra | Margem de erro (pontos percentuais) |           |                 | Indecisos e Absentos | Vantagem |       |     |     |     |     |     |
| Contratante / Pesquisa Número de identificação | Data(s) de Pesquisa | Tamanho da Amostra | Margem de erro (pontos percentuais) | Lula PT   | Eduardo PL      | Indecisos e Absentos | Vantagem |       |     |     |     |     |     |
| ---------------------------------------------- | ------------------- | ------------------ | ----------------------------------- | --------- | --------------- | -------------------- | -------- | ----- | --- | --- | --- | --- | --- |
| Contratante / Pesquisa Número de identificação | Data(s) de Pesquisa | Tamanho da Amostra | Margem de erro (pontos percentuais) | Datafolha | 29 Jul - 30 Jul | Indecisos e Absentos | Vantagem | 2.004 | 2,0 | 49% | 37% | 14% | 12% |
| Genial/Quaest                                  | 10 Jul - 14 Jul     | 2.004              | 2,0                                 | 43%       | 33%             | 24%                  | 10%      |       |     |     |     |     |     |
| Gerp                                           | 23 Jun - 30 Jun     | 2.000              | 2,24                                | 35%       | 42%             | 23%                  | 7%       |       |     |     |     |     |     |
| Neokemp                                        | 25 Jun - 27 Jun     | 2.020              | 2,2                                 | 42,2%     | 38,2%           | 19,7%                | 4,0%     |       |     |     |     |     |     |
| Futura Inteligência                            | 12 Jun - 23 Jun     | 2.000              | 2,2                                 | 38,1%     | 44,8%           | 17,2%                | 6,7%     |       |     |     |     |     |     |
| Paraná Pesquisas                               | 18 Jun – 22 Jun     | 2.020              | 2,2                                 | 41,6%     | 39,1%           | 19,3%                | 2,5%     |       |     |     |     |     |     |
| Datafolha                                      | 10 Jun - 11 Jun     | 2.004              | 2,0                                 | 46%       | 38%             | 15%                  | 8%       |       |     |     |     |     |     |
| Genial/Quaest                                  | 29 Mai - 1 Jun      | 2.004              | 2,0                                 | 44%       | 34%             | 22%                  | 10%      |       |     |     |     |     |     |
| DataFolha                                      | 1 Abr – 3 Abr       | 3.054              | 2                                   | 51%       | 34%             | 15%                  | 17%      |       |     |     |     |     |     |
| Genial/Quaest                                  | 27 Mar – 31 Mar     | 2.004              | 2,0                                 | 45%       | 34%             | 21%                  | 11%      |       |     |     |     |     |     |
| AtlasIntel                                     | 24 Fev – 27 Fev     | 5.710              | 1                                   | 48%       | 44%             | 9%                   | 4%       |       |     |     |     |     |     |
| AtlasIntel                                     | 27 Jan - 31 Jan     | 3.125              | 2                                   | 49,6%     | 36,4%           | 14%                  | 13,2%    |       |     |     |     |     |     |
| Genial/Quaest                                  | 23 Jan - 26 Jan     | 4.500              | 1                                   | 44%       | 34%             | 22%                  | 10%      |       |     |     |     |     |     |

#### 2024
| Contratante / Pesquisa Número de identificação | Data(s) de Pesquisa | Tamanho da Amostra | Margem de erro (pontos percentuais) |            |                 | Indecisos e Absentos | Vantagem |       |     |     |     |     |     |
| Contratante / Pesquisa Número de identificação | Data(s) de Pesquisa | Tamanho da Amostra | Margem de erro (pontos percentuais) | Lula PT    | Eduardo PL      | Indecisos e Absentos | Vantagem |       |     |     |     |     |     |
| ---------------------------------------------- | ------------------- | ------------------ | ----------------------------------- | ---------- | --------------- | -------------------- | -------- | ----- | --- | --- | --- | --- | --- |
| Contratante / Pesquisa Número de identificação | Data(s) de Pesquisa | Tamanho da Amostra | Margem de erro (pontos percentuais) | AtlasIntel | 26 Dez - 31 Dez | Indecisos e Absentos | Vantagem | 2.873 | 2,0 | 50% | 39% | 11% | 11% |

### Lula e Flávio Bolsonaro

#### 2025
| Contratante / Pesquisa Número de identificação | Data(s) de Pesquisa | Tamanho da Amostra | Margem de erro (pontos percentuais) |           |                 | Indecisos e Absentos | Vantagem |       |     |     |     |     |     |
| Contratante / Pesquisa Número de identificação | Data(s) de Pesquisa | Tamanho da Amostra | Margem de erro (pontos percentuais) | Lula PT   | Flávio PL       | Indecisos e Absentos | Vantagem |       |     |     |     |     |     |
| ---------------------------------------------- | ------------------- | ------------------ | ----------------------------------- | --------- | --------------- | -------------------- | -------- | ----- | --- | --- | --- | --- | --- |
| Contratante / Pesquisa Número de identificação | Data(s) de Pesquisa | Tamanho da Amostra | Margem de erro (pontos percentuais) | Datafolha | 29 Jul - 30 Jul | Indecisos e Absentos | Vantagem | 2.004 | 2,0 | 48% | 37% | 14% | 11% |
| Paraná Pesquisas                               | 18 Jun – 22 Jun     | 2.020              | 2,2                                 | 42,1%     | 38,4%           | 19,4%                | 3,7%     |       |     |     |     |     |     |
| Datafolha                                      | 10 Jun - 11 Jun     | 2.004              | 2,0                                 | 47%       | 38%             | 15%                  | 9%       |       |     |     |     |     |     |

### Lula e Rogério Marinho

#### 2025
| Contratante / Pesquisa Número de identificação | Data(s) de Pesquisa | Tamanho da Amostra | Margem de erro (pontos percentuais) |                  |                 | Indecisos e Absentos | Vantagem |       |     |       |       |       |       |
| Contratante / Pesquisa Número de identificação | Data(s) de Pesquisa | Tamanho da Amostra | Margem de erro (pontos percentuais) | Lula PT          | Marinho PL      | Indecisos e Absentos | Vantagem |       |     |       |       |       |       |
| ---------------------------------------------- | ------------------- | ------------------ | ----------------------------------- | ---------------- | --------------- | -------------------- | -------- | ----- | --- | ----- | ----- | ----- | ----- |
| Contratante / Pesquisa Número de identificação | Data(s) de Pesquisa | Tamanho da Amostra | Margem de erro (pontos percentuais) | Paraná Pesquisas | 18 Jun – 22 Jun | Indecisos e Absentos | Vantagem | 2.020 | 2,2 | 41,8% | 31,2% | 27,0% | 10,6% |

### Lula e Ciro Gomes

#### 2025
| Contratante / Pesquisa Número de identificação | Data(s) de Pesquisa | Tamanho da Amostra | Margem de erro (pontos percentuais) |         |                 | Indecisos e Absentos | Vantagem |       |      |     |     |     |    |
| Contratante / Pesquisa Número de identificação | Data(s) de Pesquisa | Tamanho da Amostra | Margem de erro (pontos percentuais) | Lula PT | Gomes PDT       | Indecisos e Absentos | Vantagem |       |      |     |     |     |    |
| ---------------------------------------------- | ------------------- | ------------------ | ----------------------------------- | ------- | --------------- | -------------------- | -------- | ----- | ---- | --- | --- | --- | -- |
| Contratante / Pesquisa Número de identificação | Data(s) de Pesquisa | Tamanho da Amostra | Margem de erro (pontos percentuais) | Gerp    | 25 Jul - 29 Jul | Indecisos e Absentos | Vantagem | 2.000 | 2,24 | 35% | 36% | 29% | 1% |
| Gerp                                           | 23 Jun - 30 Jun     | 2.000              | 2,24                                | 27%     | 41%             | 32%                  | 14%      |       |      |     |     |     |    |
| Futura Inteligência                            | 12 Jun - 23 Jun     | 2.000              | 2,2                                 | 32,1%   | 41,2%           | 26,7%                | 9,1%     |       |      |     |     |     |    |
| Quantivus                                      | 05 Mai - 16 Mai     | 2.179              | 2,1                                 | 36,2%   | 38,3%           | 25,5%                | 2,1%     |       |      |     |     |     |    |

### Lula e Zema

#### 2025
| Contratante / Pesquisa Número de identificação | Data(s) de Pesquisa | Tamanho da Amostra | Margem de erro (pontos percentuais) |                                                                           |                                                                           | Indecisos e Absentos                                                      | Vantagem                                                                  |       |     |     |     |     |     |
| Contratante / Pesquisa Número de identificação | Data(s) de Pesquisa | Tamanho da Amostra | Margem de erro (pontos percentuais) | Lula PT                                                                   | Zema NOVO                                                                 | Indecisos e Absentos                                                      | Vantagem                                                                  |       |     |     |     |     |     |
| ---------------------------------------------- | ------------------- | ------------------ | ----------------------------------- | ------------------------------------------------------------------------- | ------------------------------------------------------------------------- | ------------------------------------------------------------------------- | ------------------------------------------------------------------------- | ----- | --- | --- | --- | --- | --- |
| Contratante / Pesquisa Número de identificação | Data(s) de Pesquisa | Tamanho da Amostra | Margem de erro (pontos percentuais) | Datafolha                                                                 | 29 Jul - 30 Jul                                                           | Indecisos e Absentos                                                      | Vantagem                                                                  | 2.004 | 2,0 | 46% | 36% | 18% | 10% |
| Gerp                                           | 25 Jul - 29 Jul     | 2.000              | 2,24                                | 42%                                                                       | 31%                                                                       | 27%                                                                       | 11%                                                                       |       |     |     |     |     |     |
| AtlasIntel                                     | 25 Jul - 28 Jul     | 7.334              | 1,0                                 | 50,7%                                                                     | 40,6%                                                                     | 8,7%                                                                      | 10,1%                                                                     |       |     |     |     |     |     |
| 21 Jul                                         | 21 Jul              | 21 Jul             | 21 Jul                              | Romeu Zema (NOVO) anuncia sua pré-candidatura à Presidência da República. | Romeu Zema (NOVO) anuncia sua pré-candidatura à Presidência da República. | Romeu Zema (NOVO) anuncia sua pré-candidatura à Presidência da República. | Romeu Zema (NOVO) anuncia sua pré-candidatura à Presidência da República. |       |     |     |     |     |     |
| Genial/Quaest                                  | 10 Jul - 14 Jul     | 2.004              | 2,0                                 | 42%                                                                       | 33%                                                                       | 25%                                                                       | 9%                                                                        |       |     |     |     |     |     |
| AtlasIntel                                     | 27 Jun - 30 Jun     | 2.621              | 2,0                                 | 48,0%                                                                     | 38,6%                                                                     | 13,5%                                                                     | 9,4%                                                                      |       |     |     |     |     |     |
| Gerp                                           | 23 Jun - 30 Jun     | 2.000              | 2,24                                | 35%                                                                       | 36%                                                                       | 29%                                                                       | 1%                                                                        |       |     |     |     |     |     |
| Futura Inteligência                            | 12 Jun - 23 Jun     | 2.000              | 2,2                                 | 37,6%                                                                     | 37,7%                                                                     | 24,7%                                                                     | 0,1%                                                                      |       |     |     |     |     |     |
| Genial/Quaest                                  | 29 Mai - 1 Jun      | 2.004              | 2,0                                 | 42%                                                                       | 33%                                                                       | 25%                                                                       | 9%                                                                        |       |     |     |     |     |     |
| AtlasIntel                                     | 19 Mai - 23 Mai     | 4.399              | 1                                   | 45,2%                                                                     | 39,5%                                                                     | 15,3%                                                                     | 5,7%                                                                      |       |     |     |     |     |     |
| AtlasIntel                                     | 20 Abr - 24 Abr     | 5.419              | 1                                   | 45,6%                                                                     | 39,5%                                                                     | 14,8%                                                                     | 6,1%                                                                      |       |     |     |     |     |     |
| Genial/Quaest                                  | 27 Mar – 31 Mar     | 2.004              | 2,0                                 | 43%                                                                       | 31%                                                                       | 26%                                                                       | 12%                                                                       |       |     |     |     |     |     |
| AtlasIntel                                     | 20 Mar - 24 Mar     | 4.659              | 1                                   | 44%                                                                       | 25%                                                                       | 31%                                                                       | 19%                                                                       |       |     |     |     |     |     |
| AtlasIntel                                     | 24 Fev – 27 Fev     | 5.710              | 1                                   | 47%                                                                       | 43%                                                                       | 9%                                                                        | 4%                                                                        |       |     |     |     |     |     |
| Genial/Quaest                                  | 23 Jan - 26 Jan     | 4.500              | 1                                   | 45%                                                                       | 28%                                                                       | 27%                                                                       | 17%                                                                       |       |     |     |     |     |     |

#### 2024
| Contratante / Pesquisa Número de identificação | Data(s) de Pesquisa | Tamanho da Amostra | Margem de erro (pontos percentuais) |                  |                 | Indecisos e Absentos | Vantagem |       |     |       |       |       |      |
| Contratante / Pesquisa Número de identificação | Data(s) de Pesquisa | Tamanho da Amostra | Margem de erro (pontos percentuais) | Lula PT          | Zema NOVO       | Indecisos e Absentos | Vantagem |       |     |       |       |       |      |
| ---------------------------------------------- | ------------------- | ------------------ | ----------------------------------- | ---------------- | --------------- | -------------------- | -------- | ----- | --- | ----- | ----- | ----- | ---- |
| Contratante / Pesquisa Número de identificação | Data(s) de Pesquisa | Tamanho da Amostra | Margem de erro (pontos percentuais) | Paraná Pesquisas | 18 Mar – 22 Mar | Indecisos e Absentos | Vantagem | 2.020 | 2,2 | 44,5% | 34,6% | 20,8% | 9,9% |

#### 2023
| Contratante / Pesquisa Número de identificação | Data(s) de Pesquisa | Tamanho da Amostra | Margem de erro (pontos percentuais) |                     |                | Indecisos e Absentos | Vantagem |       |     |       |       |       |       |
| Contratante / Pesquisa Número de identificação | Data(s) de Pesquisa | Tamanho da Amostra | Margem de erro (pontos percentuais) | Lula PT             | Zema NOVO      | Indecisos e Absentos | Vantagem |       |     |       |       |       |       |
| ---------------------------------------------- | ------------------- | ------------------ | ----------------------------------- | ------------------- | -------------- | -------------------- | -------- | ----- | --- | ----- | ----- | ----- | ----- |
| Contratante / Pesquisa Número de identificação | Data(s) de Pesquisa | Tamanho da Amostra | Margem de erro (pontos percentuais) | Futura Inteligência | 14 Jul –17 Jul | Indecisos e Absentos | Vantagem | 1.000 | 3,1 | 60,4% | 39,6% | 10,9% | 20,8% |

### Lula e Lima

#### 2025
| Contratante / Pesquisa Número de identificação | Data(s) de Pesquisa | Tamanho da Amostra | Margem de erro (pontos percentuais) |         |                  | Indecisos e Absentos | Vantagem |                                                                    |                                                                    |                                                                    |                                                                    |
| Contratante / Pesquisa Número de identificação | Data(s) de Pesquisa | Tamanho da Amostra | Margem de erro (pontos percentuais) | Lula PT | Lima Sem partido | Indecisos e Absentos | Vantagem |                                                                    |                                                                    |                                                                    |                                                                    |
| ---------------------------------------------- | ------------------- | ------------------ | ----------------------------------- | ------- | ---------------- | -------------------- | -------- | ------------------------------------------------------------------ | ------------------------------------------------------------------ | ------------------------------------------------------------------ | ------------------------------------------------------------------ |
| Contratante / Pesquisa Número de identificação | Data(s) de Pesquisa | Tamanho da Amostra | Margem de erro (pontos percentuais) | 20 Mar  | 20 Mar           | 20 Mar               | 20 Mar   | Gusttavo Lima desiste de se candidatar a presidência da República. | Gusttavo Lima desiste de se candidatar a presidência da República. | Gusttavo Lima desiste de se candidatar a presidência da República. | Gusttavo Lima desiste de se candidatar a presidência da República. |
| AtlasIntel                                     | 24 Fev – 27 Fev     | 5.710              | 1                                   | 48%     | 38%              | 14%                  | 10%      |                                                                    |                                                                    |                                                                    |                                                                    |
| Genial/Quaest                                  | 23 Jan - 26 Jan     | 4.500              | 1                                   | 41%     | 35%              | 24%                  | 6%       |                                                                    |                                                                    |                                                                    |                                                                    |

### Lula e Marçal

#### 2025
| Genial/Quaest | 27 Mar – 31 Mar | 2.004  | 2,0    | 44% | 35% | 21% | 9% | | | | | | | | | | | | | | | |
| AtlasIntel    | 20 Mar - 24 Mar | 4.659  | 1      | 46% | 51% | 3% | 5% | | | | | | | | | | | | | | | |
| AtlasIntel    | 24 Fev – 27 Fev | 5.710  | 1      | 48% | 38% | 14% | 10% | | | | | | | | | | | | | | | |
| 21 Fev        | 21 Fev          | 21 Fev | 21 Fev | O Tribunal Regional Eleitoral de São Paulo (TRE-SP) declarou Pablo Marçal (PRTB) inelegível por 8 anos. | O Tribunal Regional Eleitoral de São Paulo (TRE-SP) declarou Pablo Marçal (PRTB) inelegível por 8 anos. | O Tribunal Regional Eleitoral de São Paulo (TRE-SP) declarou Pablo Marçal (PRTB) inelegível por 8 anos. | O Tribunal Regional Eleitoral de São Paulo (TRE-SP) declarou Pablo Marçal (PRTB) inelegível por 8 anos. | O Tribunal Regional Eleitoral de São Paulo (TRE-SP) declarou Pablo Marçal (PRTB) inelegível por 8 anos. | O Tribunal Regional Eleitoral de São Paulo (TRE-SP) declarou Pablo Marçal (PRTB) inelegível por 8 anos. | O Tribunal Regional Eleitoral de São Paulo (TRE-SP) declarou Pablo Marçal (PRTB) inelegível por 8 anos. | O Tribunal Regional Eleitoral de São Paulo (TRE-SP) declarou Pablo Marçal (PRTB) inelegível por 8 anos. | O Tribunal Regional Eleitoral de São Paulo (TRE-SP) declarou Pablo Marçal (PRTB) inelegível por 8 anos. | O Tribunal Regional Eleitoral de São Paulo (TRE-SP) declarou Pablo Marçal (PRTB) inelegível por 8 anos. | O Tribunal Regional Eleitoral de São Paulo (TRE-SP) declarou Pablo Marçal (PRTB) inelegível por 8 anos. | O Tribunal Regional Eleitoral de São Paulo (TRE-SP) declarou Pablo Marçal (PRTB) inelegível por 8 anos. | O Tribunal Regional Eleitoral de São Paulo (TRE-SP) declarou Pablo Marçal (PRTB) inelegível por 8 anos. | O Tribunal Regional Eleitoral de São Paulo (TRE-SP) declarou Pablo Marçal (PRTB) inelegível por 8 anos. | O Tribunal Regional Eleitoral de São Paulo (TRE-SP) declarou Pablo Marçal (PRTB) inelegível por 8 anos. | O Tribunal Regional Eleitoral de São Paulo (TRE-SP) declarou Pablo Marçal (PRTB) inelegível por 8 anos. | O Tribunal Regional Eleitoral de São Paulo (TRE-SP) declarou Pablo Marçal (PRTB) inelegível por 8 anos. | O Tribunal Regional Eleitoral de São Paulo (TRE-SP) declarou Pablo Marçal (PRTB) inelegível por 8 anos. | O Tribunal Regional Eleitoral de São Paulo (TRE-SP) declarou Pablo Marçal (PRTB) inelegível por 8 anos. |
| AtlasIntel    | 27 Jan - 31 Jan | 3.125  | 2      | 49,8%                                                                                                   | 29,7%                                                                                                   | 20,5%                                                                                                   | 20,1%                                                                                                   | | | | | | | | | | | | | | | |
| Genial/Quaest | 23 Jan - 26 Jan | 4.500  | 1      | 44% | 34% | 22% | 10% | | | | | | | | | | | | | | | |

#### 2024
| Contratante / Pesquisa Número de identificação | Data(s) de Pesquisa | Tamanho da Amostra | Margem de erro (pontos percentuais) |            |                 | Indecisos e Absentos | Vantagem |       |     |     |     |     |     |
| Contratante / Pesquisa Número de identificação | Data(s) de Pesquisa | Tamanho da Amostra | Margem de erro (pontos percentuais) | Lula PT    | Marçal PRTB     | Indecisos e Absentos | Vantagem |       |     |     |     |     |     |
| ---------------------------------------------- | ------------------- | ------------------ | ----------------------------------- | ---------- | --------------- | -------------------- | -------- | ----- | --- | --- | --- | --- | --- |
| Contratante / Pesquisa Número de identificação | Data(s) de Pesquisa | Tamanho da Amostra | Margem de erro (pontos percentuais) | AtlasIntel | 26 Dez - 31 Dez | Indecisos e Absentos | Vantagem | 2.873 | 2,0 | 52% | 35% | 13% | 17% |
| Genial/Quaest                                  | 4 Dez – 9 Dez       | 8.598              | 1,0                                 | 52%        | 27%             | 21%                  | 25%      |       |     |     |     |     |     |

### Lula e Caiado

#### 2025
| Contratante / Pesquisa Número de identificação | Data(s) de Pesquisa | Tamanho da Amostra | Margem de erro (pontos percentuais) | | imagem}} | Indecisos e Absentos                                                                                                | Vantagem |       |     |     |     |     |     |
| Contratante / Pesquisa Número de identificação | Data(s) de Pesquisa | Tamanho da Amostra | Margem de erro (pontos percentuais) | Lula PT | Caiado UNIÃO | Indecisos e Absentos                                                                                                | Vantagem |       |     |     |     |     |     |
| ---------------------------------------------- | ------------------- | ------------------ | ----------------------------------- | --- | --- | --- | --- | ----- | --- | --- | --- | --- | --- |
| Contratante / Pesquisa Número de identificação | Data(s) de Pesquisa | Tamanho da Amostra | Margem de erro (pontos percentuais) | Datafolha | 29 Jul - 30 Jul | Indecisos e Absentos                                                                                                | Vantagem | 2.004 | 2,0 | 47% | 35% | 19% | 12% |
| Gerp                                           | 25 Jul - 29 Jul     | 2.000              | 2,24                                | 39% | 32% | 29% | 7% |       |     |     |     |     |     |
| AtlasIntel                                     | 25 Jul - 28 Jul     | 7.334              | 1,0                                 | 50,3% | 39,7% | 10,0% | 10,6% |       |     |     |     |     |     |
| Genial/Quaest                                  | 10 Jul - 14 Jul     | 2.004              | 2,0                                 | 42% | 33% | 25% | 9% |       |     |     |     |     |     |
| AtlasIntel                                     | 27 Jun - 30 Jun     | 2.621              | 2,0                                 | 47,8% | 35,3% | 17,0% | 12,5% |       |     |     |     |     |     |
| Gerp                                           | 23 Jun - 30 Jun     | 2.000              | 2,24                                | 35% | 33% | 32% | 2% |       |     |     |     |     |     |
| Futura Inteligência                            | 12 Jun - 23 Jun     | 2.000              | 2,2                                 | 36,2% | 39,2% | 24,5% | 3,0% |       |     |     |     |     |     |
| Paraná Pesquisas                               | 18 Jun – 22 Jun     | 2.020              | 2,2                                 | 41,4% | 33,5% | 25,1% | 7,9% |       |     |     |     |     |     |
| Futura/Inteligência                            | 2 Jun - 4 Jun       | 1.001              | 3,1                                 | 39,5% | 35,1% | 25,4% | 4,4% |       |     |     |     |     |     |
| Genial/Quaest                                  | 29 Mai - 1 Jun      | 2.004              | 2,0                                 | 43% | 33% | 24% | 10% |       |     |     |     |     |     |
| AtlasIntel                                     | 19 Mai - 23 Mai     | 4.399              | 1                                   | 45,2% | 36,1% | 18,7% | 9,1% |       |     |     |     |     |     |
| AtlasIntel                                     | 20 Abr - 24 Abr     | 5.419              | 1                                   | 45% | 36,3% | 18,7% | 8,7% |       |     |     |     |     |     |
| 8 Abr                                          | 8 Abr               | 8 Abr              | 8 Abr                               | O Tribunal Regional Eleitoral de Goiás (TRE-GO) reverteu a decisão anterior e Ronaldo Caiado voltou a ser elegível. | O Tribunal Regional Eleitoral de Goiás (TRE-GO) reverteu a decisão anterior e Ronaldo Caiado voltou a ser elegível. | O Tribunal Regional Eleitoral de Goiás (TRE-GO) reverteu a decisão anterior e Ronaldo Caiado voltou a ser elegível. | O Tribunal Regional Eleitoral de Goiás (TRE-GO) reverteu a decisão anterior e Ronaldo Caiado voltou a ser elegível. |       |     |     |     |     |     |
| Genial/Quaest                                  | 27 Mar – 31 Mar     | 2.004              | 2,0                                 | 44% | 30% | 26% | 14% |       |     |     |     |     |     |
| AtlasIntel                                     | 20 Mar - 24 Mar     | 4.659              | 1                                   | 47% | 37% | 16% | 10% |       |     |     |     |     |     |
| Futura/Inteligência                            | 19 Mar – 22 Mar     | 1.000              | 3,1                                 | 37,3% | 37,8% | 24,9% | 0,5% |       |     |     |     |     |     |
| AtlasIntel                                     | 24 Fev – 27 Fev     | 5.710              | 1                                   | 47% | 39% | 14% | 8% |       |     |     |     |     |     |
| AtlasIntel                                     | 27 Jan - 31 Jan     | 3.125              | 2                                   | 47,4% | 36,5% | 16,1% | 10,9% |       |     |     |     |     |     |
| Genial/Quaest                                  | 23 Jan - 26 Jan     | 4.500              | 1                                   | 45% | 26% | 29% | 19% |       |     |     |     |     |     |

#### 2024
| AtlasIntel       | 26 Dez - 31 Dez | 2.873  | 2,0    | 48%                                                                                                  | 35%                                                                                                  | 17%                                                                                                  | 13%                                                                                                  | | | | | | | | | | | | |
| 11 Dez           | 11 Dez          | 11 Dez | 11 Dez | Tribunal Regional Eleitoral de Goiás (TRE-GO) declarou Ronaldo Caiado (União) inelegível por 8 anos. | Tribunal Regional Eleitoral de Goiás (TRE-GO) declarou Ronaldo Caiado (União) inelegível por 8 anos. | Tribunal Regional Eleitoral de Goiás (TRE-GO) declarou Ronaldo Caiado (União) inelegível por 8 anos. | Tribunal Regional Eleitoral de Goiás (TRE-GO) declarou Ronaldo Caiado (União) inelegível por 8 anos. | Tribunal Regional Eleitoral de Goiás (TRE-GO) declarou Ronaldo Caiado (União) inelegível por 8 anos. | Tribunal Regional Eleitoral de Goiás (TRE-GO) declarou Ronaldo Caiado (União) inelegível por 8 anos. | Tribunal Regional Eleitoral de Goiás (TRE-GO) declarou Ronaldo Caiado (União) inelegível por 8 anos. | Tribunal Regional Eleitoral de Goiás (TRE-GO) declarou Ronaldo Caiado (União) inelegível por 8 anos. | Tribunal Regional Eleitoral de Goiás (TRE-GO) declarou Ronaldo Caiado (União) inelegível por 8 anos. | Tribunal Regional Eleitoral de Goiás (TRE-GO) declarou Ronaldo Caiado (União) inelegível por 8 anos. | Tribunal Regional Eleitoral de Goiás (TRE-GO) declarou Ronaldo Caiado (União) inelegível por 8 anos. | Tribunal Regional Eleitoral de Goiás (TRE-GO) declarou Ronaldo Caiado (União) inelegível por 8 anos. | Tribunal Regional Eleitoral de Goiás (TRE-GO) declarou Ronaldo Caiado (União) inelegível por 8 anos. | Tribunal Regional Eleitoral de Goiás (TRE-GO) declarou Ronaldo Caiado (União) inelegível por 8 anos. | Tribunal Regional Eleitoral de Goiás (TRE-GO) declarou Ronaldo Caiado (União) inelegível por 8 anos. | Tribunal Regional Eleitoral de Goiás (TRE-GO) declarou Ronaldo Caiado (União) inelegível por 8 anos. |
| Genial/Quaest    | 4 Dez – 9 Dez   | 8.598  | 1,0    | 54%                                                                                                  | 20%                                                                                                  | 26%                                                                                                  | 34%                                                                                                  | | | | | | | | | | | | |
| Paraná Pesquisas | 18 Mar – 22 Mar | 2.020  | 2,2    | 44,9%                                                                                                | 32,6%                                                                                                | 22,5%                                                                                                | 12,3%                                                                                                | | | | | | | | | | | | |

### Lula e Leite

#### 2025
| Contratante / Pesquisa Número de identificação                                                        | Data(s) de Pesquisa | Tamanho da Amostra | Margem de erro (pontos percentuais) |            |                 | Indecisos e Absentos | Vantagem |       |     |       |       |       |       |
| Contratante / Pesquisa Número de identificação                                                        | Data(s) de Pesquisa | Tamanho da Amostra | Margem de erro (pontos percentuais) | Lula PT    | Leite PSD       | Indecisos e Absentos | Vantagem |       |     |       |       |       |       |
| --- | ------------------- | ------------------ | ----------------------------------- | ---------- | --------------- | -------------------- | -------- | ----- | --- | ----- | ----- | ----- | ----- |
| Contratante / Pesquisa Número de identificação                                                        | Data(s) de Pesquisa | Tamanho da Amostra | Margem de erro (pontos percentuais) | AtlasIntel | 25 Jul - 28 Jul | Indecisos e Absentos | Vantagem | 7.334 | 1,0 | 49,6% | 25,7% | 24,7% | 23,9% |
| Genial/Quaest                                                                                         | 10 Jul - 14 Jul     | 2.004              | 2,0                                 | 41%        | 36%             | 23%                  | 5%       |       |     |       |       |       |       |
| AtlasIntel                                                                                            | 27 Jun - 30 Jun     | 2.621              | 2,0                                 | 47,0%      | 23,9%           | 29,0%                | 23,1%    |       |     |       |       |       |       |
| Genial/Quaest                                                                                         | 29 Mai - 1 Jun      | 2.004              | 2,0                                 | 44%        | 35%             | 21%                  | 9%       |       |     |       |       |       |       |
| AtlasIntel                                                                                            | 19 Mai - 23 Mai     | 4.399              | 1                                   | 44%        | 22,6%           | 33,4%                | 21,4%    |       |     |       |       |       |       |
| Eduardo Leite anuncia sua saída do PSDB após 24 anos, e se filia ao Partido Social Democrático (PSD). |                     |                    |                                     |            |                 |                      |          |       |     |       |       |       |       |
| AtlasIntel                                                                                            | 20 Abr - 24 Abr     | 5.419              | 1                                   | 45,3%      | 24,2%           | 30,5%                | 21,1%    |       |     |       |       |       |       |
| AtlasIntel                                                                                            | 20 Mar - 24 Mar     | 4.659              | 1                                   | 46%        | 36%             | 18%                  | 10%      |       |     |       |       |       |       |
| AtlasIntel                                                                                            | 24 Fev – 27 Fev     | 5.710              | 1                                   | 45%        | 27%             | 28%                  | 18%      |       |     |       |       |       |       |

### Lula e Ratinho

#### 2025
| Contratante / Pesquisa Número de identificação | Data(s) de Pesquisa | Tamanho da Amostra | Margem de erro (pontos percentuais) |           |                 | Indecisos e Absentos | Vantagem |       |     |     |     |     |    |
| Contratante / Pesquisa Número de identificação | Data(s) de Pesquisa | Tamanho da Amostra | Margem de erro (pontos percentuais) | Lula PT   | Ratinho PSD     | Indecisos e Absentos | Vantagem |       |     |     |     |     |    |
| ---------------------------------------------- | ------------------- | ------------------ | ----------------------------------- | --------- | --------------- | -------------------- | -------- | ----- | --- | --- | --- | --- | -- |
| Contratante / Pesquisa Número de identificação | Data(s) de Pesquisa | Tamanho da Amostra | Margem de erro (pontos percentuais) | Datafolha | 29 Jul - 30 Jul | Indecisos e Absentos | Vantagem | 2.004 | 2,0 | 45% | 40% | 15% | 5% |
| Gerp                                           | 25 Jul - 29 Jul     | 2.000              | 2,24                                | 40%       | 38%             | 22%                  | 2%       |       |     |     |     |     |    |
| AtlasIntel                                     | 25 Jul - 28 Jul     | 7.334              | 1,0                                 | 50,5%     | 39,7%           | 9,7%                 | 10,8%    |       |     |     |     |     |    |
| Genial/Quaest                                  | 10 Jul - 14 Jul     | 2.004              | 2,0                                 | 41%       | 36%             | 23%                  | 5%       |       |     |     |     |     |    |
| AtlasIntel                                     | 27 Jun - 30 Jun     | 2.621              | 2,0                                 | 47,3%     | 39,0%           | 13,7%                | 8,3%     |       |     |     |     |     |    |
| Gerp                                           | 23 Jun - 30 Jun     | 2.000              | 2,24                                | 33%       | 40%             | 27%                  | 7%       |       |     |     |     |     |    |
| Futura Inteligência                            | 12 Jun - 23 Jun     | 2.000              | 2,2                                 | 36,7%     | 41,7%           | 21,5%                | 5,0%     |       |     |     |     |     |    |
| Paraná Pesquisas                               | 18 Jun – 22 Jun     | 2.020              | 2,2                                 | 41,2%     | 37,0%           | 21,8%                | 4,2%     |       |     |     |     |     |    |
| Futura/Inteligência                            | 2 Jun - 4 Jun       | 1.001              | 3,1                                 | 39,9%     | 38,8%           | 21,2%                | 1,1%     |       |     |     |     |     |    |
| Genial/Quaest                                  | 29 Mai - 1 Jun      | 2.004              | 2,0                                 | 40%       | 38%             | 22%                  | 2%       |       |     |     |     |     |    |
| AtlasIntel                                     | 19 Mai - 23 Mai     | 4.399              | 1                                   | 45,2%     | 36,1%           | 18,8%                | 9,1%     |       |     |     |     |     |    |
| AtlasIntel                                     | 20 Abr - 24 Abr     | 5.419              | 1                                   | 47,2%     | 34,9%           | 17,9%                | 12,3%    |       |     |     |     |     |    |
| Genial/Quaest                                  | 27 Mar – 31 Mar     | 2.004              | 2,0                                 | 42%       | 35%             | 23%                  | 7%       |       |     |     |     |     |    |
| Futura/Inteligência                            | 19 Mar – 22 Mar     | 1.000              | 3,1                                 | 37,2%     | 40,6%           | 22,1%                | 3,4%     |       |     |     |     |     |    |

#### 2024
| Contratante / Pesquisa Número de identificação | Data(s) de Pesquisa | Tamanho da Amostra | Margem de erro (pontos percentuais) |                  |                 | Indecisos e Absentos | Vantagem |       |     |       |       |       |      |
| Contratante / Pesquisa Número de identificação | Data(s) de Pesquisa | Tamanho da Amostra | Margem de erro (pontos percentuais) | Lula PT          | Ratinho PSD     | Indecisos e Absentos | Vantagem |       |     |       |       |       |      |
| ---------------------------------------------- | ------------------- | ------------------ | ----------------------------------- | ---------------- | --------------- | -------------------- | -------- | ----- | --- | ----- | ----- | ----- | ---- |
| Contratante / Pesquisa Número de identificação | Data(s) de Pesquisa | Tamanho da Amostra | Margem de erro (pontos percentuais) | Paraná Pesquisas | 14 Ago – 18 Ago | Indecisos e Absentos | Vantagem | 2.026 | 2,2 | 45,2% | 36,4% | 18,4% | 8,8% |
| Paraná Pesquisas                               | 18 Mar – 22 Mar     | 2.020              | 2,2                                 | 44,6%            | 35,3%           | 20,1%                | 9,3%     |       |     |       |       |       |      |

### Lula e Tereza Cristina

#### 2024
| Contratante / Pesquisa Número de identificação | Data(s) de Pesquisa | Tamanho da Amostra | Margem de erro (pontos percentuais) |                  |                 | Indecisos e Absentos | Vantagem |       |     |       |       |       |       |
| Contratante / Pesquisa Número de identificação | Data(s) de Pesquisa | Tamanho da Amostra | Margem de erro (pontos percentuais) | Lula PT          | Tereza C. PP    | Indecisos e Absentos | Vantagem |       |     |       |       |       |       |
| ---------------------------------------------- | ------------------- | ------------------ | ----------------------------------- | ---------------- | --------------- | -------------------- | -------- | ----- | --- | ----- | ----- | ----- | ----- |
| Contratante / Pesquisa Número de identificação | Data(s) de Pesquisa | Tamanho da Amostra | Margem de erro (pontos percentuais) | Paraná Pesquisas | 14 Ago – 18 Ago | Indecisos e Absentos | Vantagem | 2.026 | 2,2 | 45,6% | 31,7% | 22,7% | 13,9% |
| Paraná Pesquisas                               | 18 Mar – 22 Mar     | 2.020              | 2,2                                 | 44,5%            | 32,2%           | 23,3%                | 12,3%    |       |     |       |       |       |       |

### Lula e Nogueira

#### 2024
| Contratante / Pesquisa Número de identificação | Data(s) de Pesquisa | Tamanho da Amostra | Margem de erro (pontos percentuais) |                  |                 | Indecisos e Absentos | Vantagem |       |     |       |       |     |       |
| Contratante / Pesquisa Número de identificação | Data(s) de Pesquisa | Tamanho da Amostra | Margem de erro (pontos percentuais) | Lula PT          | Nogueira PP     | Indecisos e Absentos | Vantagem |       |     |       |       |     |       |
| ---------------------------------------------- | ------------------- | ------------------ | ----------------------------------- | ---------------- | --------------- | -------------------- | -------- | ----- | --- | ----- | ----- | --- | ----- |
| Contratante / Pesquisa Número de identificação | Data(s) de Pesquisa | Tamanho da Amostra | Margem de erro (pontos percentuais) | Paraná Pesquisas | 18 Mar – 22 Mar | Indecisos e Absentos | Vantagem | 2.020 | 2,2 | 44,9% | 29,1% | 26% | 15,8% |

### Alckmin e Bolsonaro

#### 2025
| Contratante / Pesquisa Número de identificação | Data(s) de Pesquisa | Tamanho da Amostra | Margem de erro (pontos percentuais) |              |             | Indecisos e Absentos | Vantagem |
| Contratante / Pesquisa Número de identificação | Data(s) de Pesquisa | Tamanho da Amostra | Margem de erro (pontos percentuais) | Bolsonaro PL | Alckmin PSB | Indecisos e Absentos | Vantagem |
| Contratante / Pesquisa Número de identificação | Data(s) de Pesquisa | Tamanho da Amostra | Margem de erro (pontos percentuais) |              |             | Indecisos e Absentos | Vantagem |
| Futura/Inteligência                            | 19 Mar – 22 Mar     | 1.000              | 3,1                                 | 50,3%        | 36,5%       | 13,1%                | 13,8%    |

### Alckmin e Tarcísio

#### 2025
| Contratante / Pesquisa Número de identificação | Data(s) de Pesquisa | Tamanho da Amostra | Margem de erro (pontos percentuais) |                       |             | Indecisos e Absentos | Vantagem |
| Contratante / Pesquisa Número de identificação | Data(s) de Pesquisa | Tamanho da Amostra | Margem de erro (pontos percentuais) | Tarcísio Republicanos | Alckmin PSB | Indecisos e Absentos | Vantagem |
| Contratante / Pesquisa Número de identificação | Data(s) de Pesquisa | Tamanho da Amostra | Margem de erro (pontos percentuais) |                       |             | Indecisos e Absentos | Vantagem |
| Datafolha                                      | 29 Jul - 30 Jul     | 2.004              | 2,0                                 | 40%                   | 38%         | 21%                  | 2%       |
| Futura/Inteligência                            | 19 Mar – 22 Mar     | 1.000              | 3,1                                 | 39,1%                 | 37,5%       | 22,3%                | 1,6%     |

### Haddad e Bolsonaro

#### 2025
| Contratante / Pesquisa Número de identificação | Data(s) de Pesquisa | Tamanho da Amostra | Margem de erro (pontos percentuais) |           |                 | Indecisos e Absentos | Vantagem |       |     |       |       |       |      |
| Contratante / Pesquisa Número de identificação | Data(s) de Pesquisa | Tamanho da Amostra | Margem de erro (pontos percentuais) | Haddad PT | Bolsonaro PL    | Indecisos e Absentos | Vantagem |       |     |       |       |       |      |
| ---------------------------------------------- | ------------------- | ------------------ | ----------------------------------- | --------- | --------------- | -------------------- | -------- | ----- | --- | ----- | ----- | ----- | ---- |
| Contratante / Pesquisa Número de identificação | Data(s) de Pesquisa | Tamanho da Amostra | Margem de erro (pontos percentuais) | CNT/MDA   | 11 Jun - 15 Jun | Indecisos e Absentos | Vantagem | 2.002 | 2,2 | 38,4% | 43,9% | 17,7% | 5,5% |
| Datafolha                                      | 10 Jun - 11 Jun     | 2.004              | 2,0                                 | 40%       | 45%             | 14%                  | 5%       |       |     |       |       |       |      |
| DataFolha                                      | 1 Abr – 3 Abr       | 3.054              | 2                                   | 45%       | 41%             | 14%                  | 4%       |       |     |       |       |       |      |
| CNT/MDA                                        | 19 Fev – 23 Fev     | 2.002              | 2,2                                 | 39,4%     | 41,3%           | 17,5%                | 1,9%     |       |     |       |       |       |      |

#### 2024
| Contratante / Pesquisa Número de identificação | Data(s) de Pesquisa | Tamanho da Amostra | Margem de erro (pontos percentuais) |               |               | Indecisos e Absentos | Vantagem |       |     |     |     |     |    |
| Contratante / Pesquisa Número de identificação | Data(s) de Pesquisa | Tamanho da Amostra | Margem de erro (pontos percentuais) | Haddad PT     | Bolsonaro PL  | Indecisos e Absentos | Vantagem |       |     |     |     |     |    |
| ---------------------------------------------- | ------------------- | ------------------ | ----------------------------------- | ------------- | ------------- | -------------------- | -------- | ----- | --- | --- | --- | --- | -- |
| Contratante / Pesquisa Número de identificação | Data(s) de Pesquisa | Tamanho da Amostra | Margem de erro (pontos percentuais) | Genial/Quaest | 4 Dez – 9 Dez | Indecisos e Absentos | Vantagem | 8.598 | 1,0 | 42% | 35% | 22% | 7% |

### Haddad e Tarcísio

#### 2025
| Contratante / Pesquisa Número de identificação | Data(s) de Pesquisa | Tamanho da Amostra | Margem de erro (pontos percentuais) |           |                       | Indecisos e Absentos | Vantagem |       |     |     |     |     |    |
| Contratante / Pesquisa Número de identificação | Data(s) de Pesquisa | Tamanho da Amostra | Margem de erro (pontos percentuais) | Haddad PT | Tarcísio Republicanos | Indecisos e Absentos | Vantagem |       |     |     |     |     |    |
| ---------------------------------------------- | ------------------- | ------------------ | ----------------------------------- | --------- | --------------------- | -------------------- | -------- | ----- | --- | --- | --- | --- | -- |
| Contratante / Pesquisa Número de identificação | Data(s) de Pesquisa | Tamanho da Amostra | Margem de erro (pontos percentuais) | Datafolha | 29 Jul - 30 Jul       | Indecisos e Absentos | Vantagem | 2.004 | 2,0 | 37% | 43% | 20% | 6% |
| CNT/MDA                                        | 11 Jun - 15 Jun     | 2.002              | 2,2                                 | 37,0%     | 39,0%                 | 24,0%                | 2,0%     |       |     |     |     |     |    |
| DataFolha                                      | 1 Abr – 3 Abr       | 3.054              | 2                                   | 43%       | 37%                   | 20%                  | 6%       |       |     |     |     |     |    |
| CNT/MDA                                        | 19 Fev – 23 Fev     | 2.002              | 2,2                                 | 37,3%     | 38,3%                 | 24,4%                | 1%       |       |     |     |     |     |    |

#### 2024
| Contratante / Pesquisa Número de identificação | Data(s) de Pesquisa | Tamanho da Amostra | Margem de erro (pontos percentuais) |               |                       | Indecisos e Absentos | Vantagem |       |     |     |     |     |     |
| Contratante / Pesquisa Número de identificação | Data(s) de Pesquisa | Tamanho da Amostra | Margem de erro (pontos percentuais) | Haddad PT     | Tarcísio Republicanos | Indecisos e Absentos | Vantagem |       |     |     |     |     |     |
| ---------------------------------------------- | ------------------- | ------------------ | ----------------------------------- | ------------- | --------------------- | -------------------- | -------- | ----- | --- | --- | --- | --- | --- |
| Contratante / Pesquisa Número de identificação | Data(s) de Pesquisa | Tamanho da Amostra | Margem de erro (pontos percentuais) | Genial/Quaest | 4 Dez – 9 Dez         | Indecisos e Absentos | Vantagem | 8.598 | 1,0 | 44% | 25% | 31% | 19% |

### Haddad e Marçal

#### 2024
| Contratante / Pesquisa Número de identificação | Data(s) de Pesquisa | Tamanho da Amostra | Margem de erro (pontos percentuais) |               |               | Indecisos e Absentos | Vantagem |       |     |     |     |     |     |
| Contratante / Pesquisa Número de identificação | Data(s) de Pesquisa | Tamanho da Amostra | Margem de erro (pontos percentuais) | Haddad PT     | Marçal PRTB   | Indecisos e Absentos | Vantagem |       |     |     |     |     |     |
| ---------------------------------------------- | ------------------- | ------------------ | ----------------------------------- | ------------- | ------------- | -------------------- | -------- | ----- | --- | --- | --- | --- | --- |
| Contratante / Pesquisa Número de identificação | Data(s) de Pesquisa | Tamanho da Amostra | Margem de erro (pontos percentuais) | Genial/Quaest | 4 Dez – 9 Dez | Indecisos e Absentos | Vantagem | 8.598 | 1,0 | 42% | 28% | 29% | 14% |

### Haddad e Caiado

#### 2024
| Contratante / Pesquisa Número de identificação | Data(s) de Pesquisa | Tamanho da Amostra | Margem de erro (pontos percentuais) |               |               | Indecisos e Absentos | Vantagem |       |     |     |     |     |     |
| Contratante / Pesquisa Número de identificação | Data(s) de Pesquisa | Tamanho da Amostra | Margem de erro (pontos percentuais) | Haddad PT     | Caiado UNIÃO  | Indecisos e Absentos | Vantagem |       |     |     |     |     |     |
| ---------------------------------------------- | ------------------- | ------------------ | ----------------------------------- | ------------- | ------------- | -------------------- | -------- | ----- | --- | --- | --- | --- | --- |
| Contratante / Pesquisa Número de identificação | Data(s) de Pesquisa | Tamanho da Amostra | Margem de erro (pontos percentuais) | Genial/Quaest | 4 Dez – 9 Dez | Indecisos e Absentos | Vantagem | 8.598 | 1,0 | 45% | 19% | 35% | 26% |

### Ciro Gomes e Haddad

#### 2025
| Contratante / Pesquisa Número de identificação | Data(s) de Pesquisa | Tamanho da Amostra | Margem de erro (pontos percentuais) |           |                 | Indecisos e Absentos | Vantagem |       |     |       |       |       |       |
| Contratante / Pesquisa Número de identificação | Data(s) de Pesquisa | Tamanho da Amostra | Margem de erro (pontos percentuais) | Gomes PDT | Haddad PT       | Indecisos e Absentos | Vantagem |       |     |       |       |       |       |
| ---------------------------------------------- | ------------------- | ------------------ | ----------------------------------- | --------- | --------------- | -------------------- | -------- | ----- | --- | ----- | ----- | ----- | ----- |
| Contratante / Pesquisa Número de identificação | Data(s) de Pesquisa | Tamanho da Amostra | Margem de erro (pontos percentuais) | Quantivus | 05 Mai - 16 Mai | Indecisos e Absentos | Vantagem | 2.179 | 2,1 | 43,6% | 26,0% | 30,4% | 17,6% |

### Ciro Gomes e Tarcísio

#### 2025
| Contratante / Pesquisa Número de identificação | Data(s) de Pesquisa | Tamanho da Amostra | Margem de erro (pontos percentuais) |           |                       | Indecisos e Absentos | Vantagem |       |     |       |       |       |      |
| Contratante / Pesquisa Número de identificação | Data(s) de Pesquisa | Tamanho da Amostra | Margem de erro (pontos percentuais) | Gomes PDT | Tarcísio Republicanos | Indecisos e Absentos | Vantagem |       |     |       |       |       |      |
| ---------------------------------------------- | ------------------- | ------------------ | ----------------------------------- | --------- | --------------------- | -------------------- | -------- | ----- | --- | ----- | ----- | ----- | ---- |
| Contratante / Pesquisa Número de identificação | Data(s) de Pesquisa | Tamanho da Amostra | Margem de erro (pontos percentuais) | Quantivus | 05 Mai - 16 Mai       | Indecisos e Absentos | Vantagem | 2.179 | 2,1 | 41,4% | 34,3% | 24,3% | 7,1% |